# أودي كيو 5
الشعار
أودي كيو 5 (بالإنجليزية: Audi Q5) هي سيارة من صناعة أودي أنتجت في 2008.
أودي كيوAudi Q5 هي سلسلة من سيارات الدفع الرباعي الفاخرة المدمجة من إنتاج شركة أودي الألمانية للسيارات الفاخرة منذ عام 2008. كان طراز الجيل الأول الأصلي (نوع آر 8) هو ثالث عضو في عائلة بي8 يتم إصداره بعد أودي أي5 والجيل الرابع أي4، وكلها تستند إلى منصة أودي إم إل بي. ظهر الجيل الثاني كيو5 نزع أي80 لأول مرة في عام 2016 ويشارك منصة أودي إم إل بيفو مع إصدارات بي 9 المقابلة من أي4 وأي5.

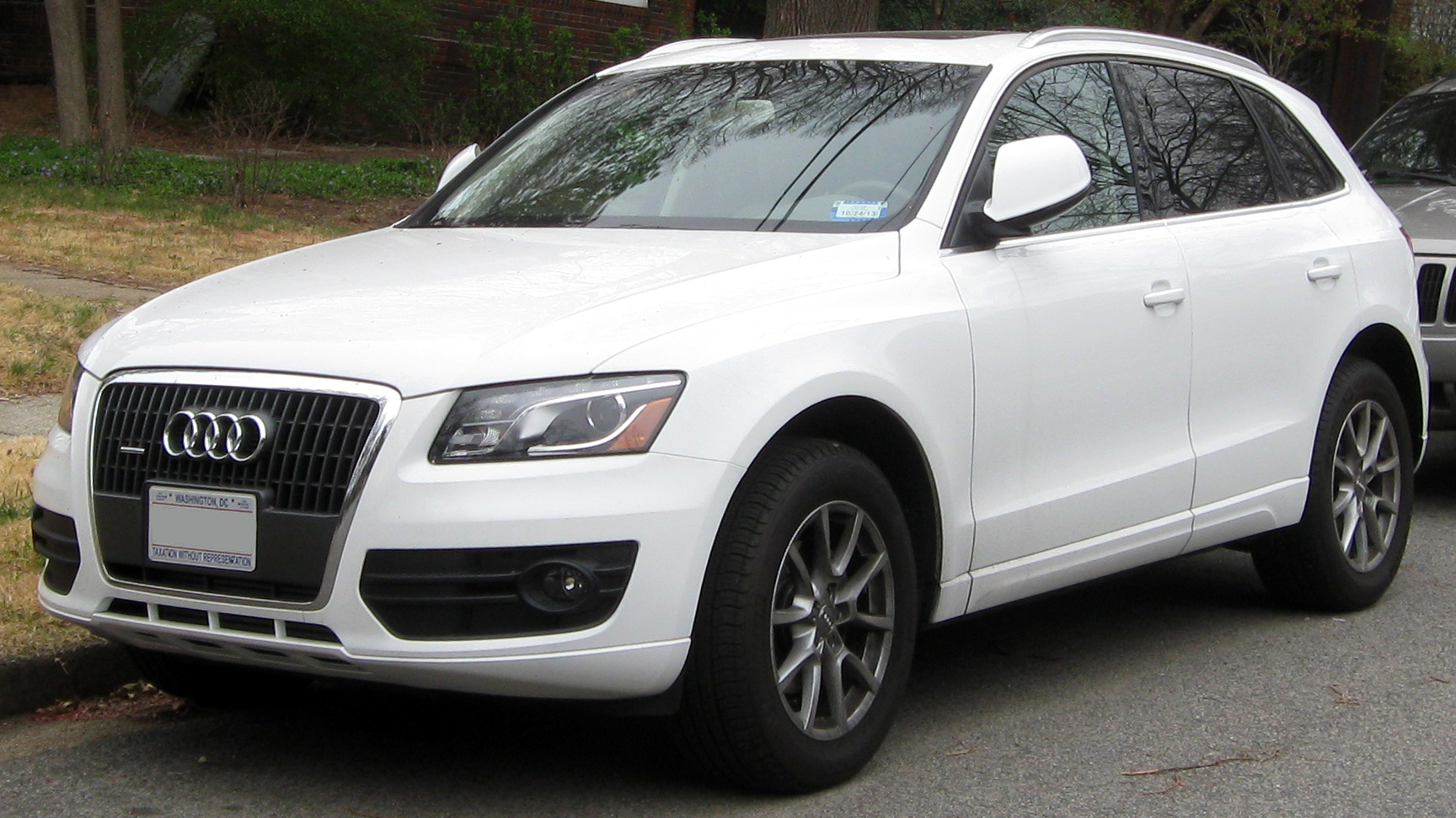

| الجيل الأول آر 8  | الجيل الأول آر 8 |
| نظرة عامة         | نظرة عامة |
| ----------------- | --- |
| إنتاج             | يوليو 2008 - 2017 |
| سنوات النموذج     | 2009 - 2017 |
| المجسم            | - ألمانيا: إنغولشتات - روسيا: كالوغا (مجموعة فولكسفاغن روسيا) - الصين: تشانغتشون - الهند: أورانك اباد، ماهاراشترا - ماليزيا: شاه علم (يوروموبيل) |
| مصمم              | كريستيان وينكلمان (2005) |
| الجسم والشاسيه    | |
| نمط الجسم         | 5 أبواب دفع رباعي |
| تخطيط             | محرك أمامي، دفع رباعي (كواترو) |
| منصة              | إم إل بي |
| ذات صلة           | بورش ماكان |
| مجموعة نقل الحركة | |
| محرك              | 2.0 لتر تيربو أف أس آي I42.0 لتر تي دي آي ديزل I43.0 لتر تي دي آي ديزل V63.2 لتر V6 أف أس آي                                                     |
| الانتقال          | 6 سرعات يدوي6 سرعات تيبترونيك8 سرعات تيبترونيك7 سرعات أس ترونيك                                                                                  |
| الأبعاد           | |
| قاعدة العجلات     | 2,807 مم (110.5 بوصة) |
| الطول             | 4639 ملم (182.6 بوصة) |
| عرض               | 1,880 مم (74.0 بوصة) |
| ارتفاع            | 1,650 مم (65.0 بوصة) |
| كبح الوزن         | 1,850 كجم (4080 رطلاً) |

## الجيل الأول

### الجيل الأول (النوع 8 آر 2008-2017)
مفهوم أودي كروس كابريوليه كواترو (2007)
كانت السيارة التجريبية لسيارة كيو5 القادمة آنذاك، وهي سيارة قابلة للتحويل ببابين مع محرك 3.0 TDI مصنّف بقوة 240 حصاناً (177 كيلو واط، 237 حصاناً) وعزم دوران 500 نيوتن متر (369 رطل قدم مكعب) ونظام كواترو للدفع الرباعي الدائم، وناقل حركة أوتوماتيكي بـ 8 سرعات، وهيكل غروب الشمس النحاسي، مصابيح أمامية  إل إي دي، عجلات مقاس 21 بوصة مع إطارات 265 / 35R21، مقاعد مع تنجيد جلدي من الحجر الأبيض، إم إم آي، نظام صوت بانج & أولفسن 505 أمبير & وراديو إنترنت، سي دي سي (التحكم المستمر في التخميد) صدمة  ماصات، تعديل ارتفاع الركوب الكهربائي (40 مم)، أقراص فرامل أمامية / خلفية من السيراميك 380/356 مم مع 6 مكابس من الألمنيوم أحادي الكتلة، وماسكات خلفية عائمة، اختيار محرك أودي.
كما تم الكشف عن السيارة في معرض لوس أنجلوس للسيارات 2007.

### نسخة أولية

#### كيو5 (2008)
تم الكشف عن السيارة في معرض بكين للسيارات 2008، ولاحقاً في معرض لوس أنجلوس للسيارات 2008.
تشمل الطرازات المبكرة 2.0 تي في سي آي كواترو (211حصان)، 2.0 تي دي آي كواترو (170حصان)، 3.0 تي دي آي كواترو.
نماذج السيارات الأولية للولايات المتحدة وكندا والبرازيل تشمل 3.2 في سي آي.
بدأ كيو5 شحنات في أكتوبر 2008 إلى أوروبا، وفي الربع الأول من عام 2009 لأمريكا الشمالية.
وتم طرح الطراز الأمريكي للبيع في مارس 2009 كسيارة موديل 2009. تشمل الطرز المبكرة 3.2 إف سي آي كواترو وتمت إضافة 2.0 تي إف سي آي كواترو (211حصان) على الطراز في عام2011.
كما تم طرح الطرازات الهندية للبيع في يونيو 2009، وتم بناؤها في البداية بواسطة منشأة أودي إنغولشتات، ولكن يجري بناؤها الآن في مصنع أورانجاباد، ماهاراشترا، الهند. تتضمن نماذج الإطلاق 3.0 تي دي آي و 2.0 تي أف سي آي (211 حصان).
وطُرحت موديلات الشرق الأوسط للبيع في الربع الثاني من عام 2009. تتضمن نماذج الإطلاق 2.0 تي أف سي آي (211 حصان) و 3.2 أف سي آي.
وتشمل الموديلات اليابانية 2.0 تي أف سي آي كواترو (211 حصان) و 3.2 أف سي آي كواترو.

#### أودي  كيو5 المخصص (2009)
إنها مركبة ذات مفهوم يتضمن محركاً معززاً وناقل حركة إس ترونيك بـ 7 سرعات ونظام كواترو للدفع الرباعي.
تم تصنيف محرك 3.0 تي أف سي آي V6 بـ 408 حصان (300 كيلوواط، 402 حصان) عند 6000-7000 دورة في الدقيقة و500 نيوتن متر (369 رطل قدم) عند 3000-5500 دورة في الدقيقة. تشمل الميزات الأخرى الفرامل الخزفية، ونظام العادم الصوتي النشط، ومسار أعرض بمقدار 90 ملم، وارتفاع أقل للركوب بمقدار 60 ملم، وعجلات دايتونا باللون الرمادي مقاس 21 بوصة بتصميم ذو 7 أضلاع مزدوجة، ومدخل هواء معدل، ودعامة لمياه التبريد في حجرة المحرك، والفولاذ المقاوم للصدأ - دواسات مطلية، مقاعد رياضية إس لاين، نظام سقف بانورامي، فيلم لاصق «ورثرسي 09»، حصائر أرضية من القماش مع تطبيق طباعة «ورثرسي 09»، نظام ديناميكيات السيارة المحدد من أودي درايف، مساعد وقوف السيارات مع كاميرا الرؤية الخلفية، والتحكم الصوتي، ونظام أودي للمسار (تحذير مغادرة المسار)، والتحكم في نطاق المصباح مع أضواء المنعطفات.
كما تم الكشف عن السيارة في جولة ورثرسي لعام 2009.

#### أودي كيو5 (2009)
أودي كيو5 أف سي إي في
أودي كيو5 آف سي إي في (2009) هي سيارة ذات مفهوم قائم على خلايا الوقود تم عرضها في 19 أكتوبر 2009 في معرض سي إي بي برلين. وهي مزودة بقدرة 85 بمفك، وبطارية ليثيوم أيون بقوة 22 كيلو وات ومحرك غير متزامن 230 نيوتن متر.

#### أودي كيو5 الهجين
ذكرت أودي في الأصل أنها ستعرض كيو5 الهجين كنموذج إطلاق، ولكن تم الإبلاغ لاحقاً أن أودي علقت الخطة بسبب نتائج اختبار التصادم غير المرضية لبطاريات هيدريد معدن النيكل. في عام 2009، أعلنت أودي أنها ستستأنف تطوير 5كيو الهجين. تضمنت حزمة بطارية 266 فولت، 1.3 كيلو واط في الساعة. يمتلك كيو5 نطاقاً كهربائياً بالكامل يبلغ حوالي 3 كم (2 ميل) وأقصى سرعة كهربائية تبلغ 100 كم / ساعة (62 ميلاً في الساعة).
سيتم طرح نسخة الإنتاج للبيع في عام 2012 للسوق اليابانية. تم تحديد موعد الإصدار في السوق الأمريكية في أواخر عام 2011.

#### المحركات
| محركات البنزين                      | محركات البنزين | محركات البنزين                                             | محركات البنزين                                                                                |
| النموذج                             | السنة          | نوع المحرك                                                 | القوة، عزم الدوران عند دورة في الدقيقة                                                        |
| ----------------------------------- | -------------- | ---------------------------------------------------------- | --------------------------------------------------------------------------------------------- |
| 2.0 لتر تي أف أس آي هجين كواترو     | 2011           | 1.984 سم مكعب (1.984 لتر، 121.1 قدم مكعب) I4 توربو (بنزين) | 211 حصان (155 كيلوواط، 208 حصان) عند 4300-6000 - 350 نيوتن متر (258.15 رطل قدم) عند 1500-4200 |
| 2.0 لتر تي أف أس آي هجين كواترو     | 2011           | محرك كهربائي، 266 فولت، حزمة بطارية 1.3 كيلو واط في الساعة | 54 حصان (40 كيلو واط، 53 حصان) بسرعة 210 نيوتن متر (154.89 رطل قدم)                           |
| 2.0 لتر تي أف أس آي هجين كواترو     | 2011           | مشترك                                                      | 245 حصان (180 كيلوواط، 242 حصان) 480 نيوتن متر (354.03 رطل قدم)                               |
| 2.0 لتر تي أف أس آي 180 حصان كواترو | 2009-2012      | 1,984 سم مكعب (1.984 لتر؛ 121.1 متر مكعب) I4 توربو         | 180 حصان (132 كيلو واط؛ 178 حصان) عند 4000-6000 320 نيوتن متر (236 رطل قدم) عند 1500-420      |
| 2.0 لتر تي أف أس آي 211 حصان كواترو | 2008-2012      | 1,984 سم مكعب (1.984 لتر؛ 121.1 متر مكعب) I4 توربو         | 211 حصان (155 كيلوواط، 208 حصان) عند 4300-6000 350 نيوتن متر (258 رطل قدم) عند 1500-4200      |
| 2.0 لتر تي أف أس آي 255 حصان كواترو | 2011           | 1,984 سم مكعب (1.984 لتر؛ 121.1 متر مكعب) I4 توربو         | 225 حصان (165 كيلوواط، 222 حصان) عند 4500-6250 350 نيوتن متر (258 رطل قدم) عند 1500-4500      |
| 3.5 لتر تي أف أس آي كواترو          | 2009-2012      | 3,197 سم مكعب (3.197 لتر، 195.1 متر مكعب)                  | 270 حصان (199 كيلوواط، 266 حصان) عند 6500 330 نيوتن متر (243 رطل قدم) عند 3000-5000           |

| محركات الديزل                 | محركات الديزل | محركات الديزل                                             | محركات الديزل                                                                            |
| النموذج                       | السنة         | نوع المحرك                                                | القوة، عزم الدوران عند دورة في الدقيقة                                                   |
| ----------------------------- | ------------- | --------------------------------------------------------- | ---------------------------------------------------------------------------------------- |
| 2.0 تي دي آي (143حصان)        | 2009          | 1.968 سم مكعب (1.968 لتر؛ 120.1 متر مكعب) I4 توربو مشتركة | 143 حصان (105 كيلوواط، 141 حصان) عند 4200 320 نيوتن متر (236 رطل قدم) عند 1750-2500      |
| 2.0 تي دي آي كواترو (143حصان) | 2009-2012     | 1.968 سم مكعب (1.968 لتر؛ 120.1 متر مكعب) I4 توربو مشتركة | 143 حصان (105 كيلوواط، 141 حصان) عند 4200 320 نيوتن متر (236 رطل قدم) عند 1750-2500      |
| 2.0 تي دي آي كواترو (170حصان) | 2008-2912     | 1.968 سم مكعب (1.968 لتر؛ 120.1 متر مكعب) I4 توربو مشتركة | 170 حصان (125 كيلوواط، 168 حصان) عند 4200 350 نيوتن متر (258 رطل قدم) عند 1750-2500      |
| 3.0 تي دي آي كواترو           | 2008-2012     | 2967 سم مكعب (2.967 لتر؛ 181.1 متر مكعب) سداسي تربو مشترك | 240 حصان (177 كيلوواط، 237 حصان) عند 4000-4400 500 نيوتن متر (369 رطل قدم) عند 1500-3000 |

تم تقديم 180 حصان 2.0 لتر تي أف أس آي و 143 حصان 2.0 لتر تي دي آي في أوروبا بداية من عام 2009.

#### الإرسال
| محركات البنزين                      | محركات البنزين | محركات البنزين                      | محركات البنزين                      |
| النموذج                             | السنة          | أساسي                               | اختياري                             |
| ----------------------------------- | -------------- | ----------------------------------- | ----------------------------------- |
| 2.0 لتر تي أف أس آي هجين كواترو     | 2011           | 8 سرعات تبترونيك                    | -                                   |
| 2.0 لتر تي أف أس آي 180 حصان كواترو | 2009-2012      | يدوي 6 سرعات                        | -                                   |
| 2.0 لتر تي أف أس آي 211 حصان كواترو | 2008-2012      | يدوي 6 سرعات                        | 7 سرعات أس ترونيك، 8 سرعات تبترونيك |
| 2.0 لتر تي أف أس آي 255 حصان كواترو | 2011           | يدوي 6 سرعات                        | 8 سرعات تبترونيك                    |
| 3.2 لتر تي أف أس آي كواترو          | 2009-2012      | 6 سرعات تيبترونيك،7 سرعات أس ترونيك | -                                   |

| محركات الديزل                       | محركات الديزل | محركات الديزل     | محركات الديزل     |
| النموذج                             | السنة         | أساسي             | اختياري           |
| ----------------------------------- | ------------- | ----------------- | ----------------- |
| 2.0 لتر تي أف أس آي هجين كواترو     | 2009          | يدوي 6 سرعات      | -                 |
| 2.0 لتر تي أف أس آي 180 حصان كواترو | 2009-2012     | يدوي 6 سرعات      | -                 |
| 2.0 لتر تي أف أس آي 211 حصان كواترو | 2008-2012     | يدوي 6 سرعات      | -                 |
| 2.0 لتر تي أف أس آي 255 حصان كواترو | 2008-2012     | 7 سرعات أس ترونيك | 7 سرعات أس ترونيك |

تشمل الموديلات الألمانية ناقل حركة أس ترونيك القياسي بـ 7 سرعات لجميع موديلات V6 و8 سرعات تبترونيك هو خيار لـ كيو5 2.0 لتر تي أف أس آي كواترو (211 حصان).
تشتمل طرازا كيو5 3.2 أف أس آي الأمريكية والكندية على 6 سرعات تيبترونيك كنقل قياسي. تشتمل طرازا Q5 2.0 تي أف أس آي الأمريكية والكندية على 8 سرعات تبترونيك كنقل قياسي.

تتضمن الموديلات اليابانية ناقل حركة أس ترونيك قياسي بـ 7 سرعات لجميع الطرازات.

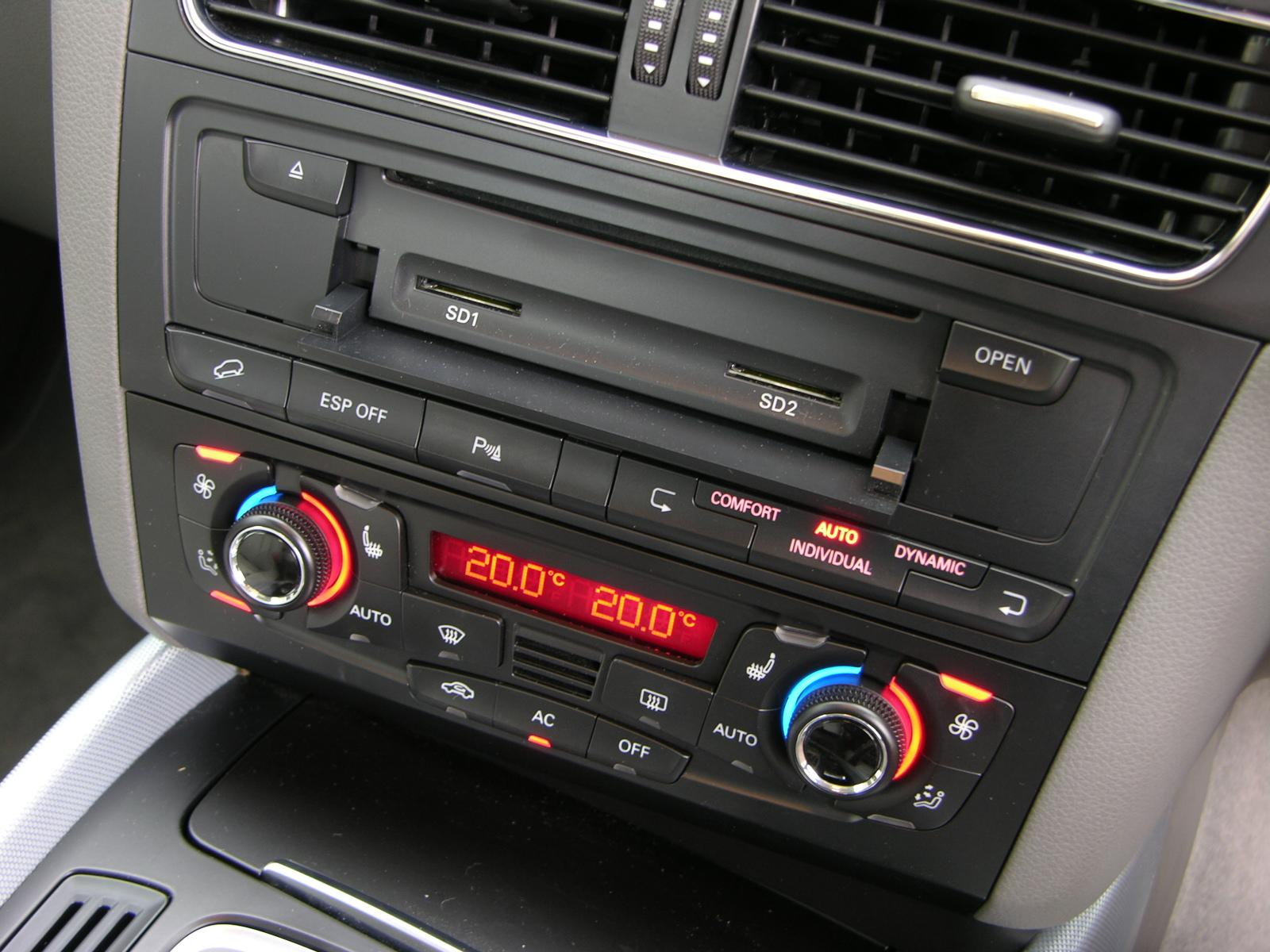
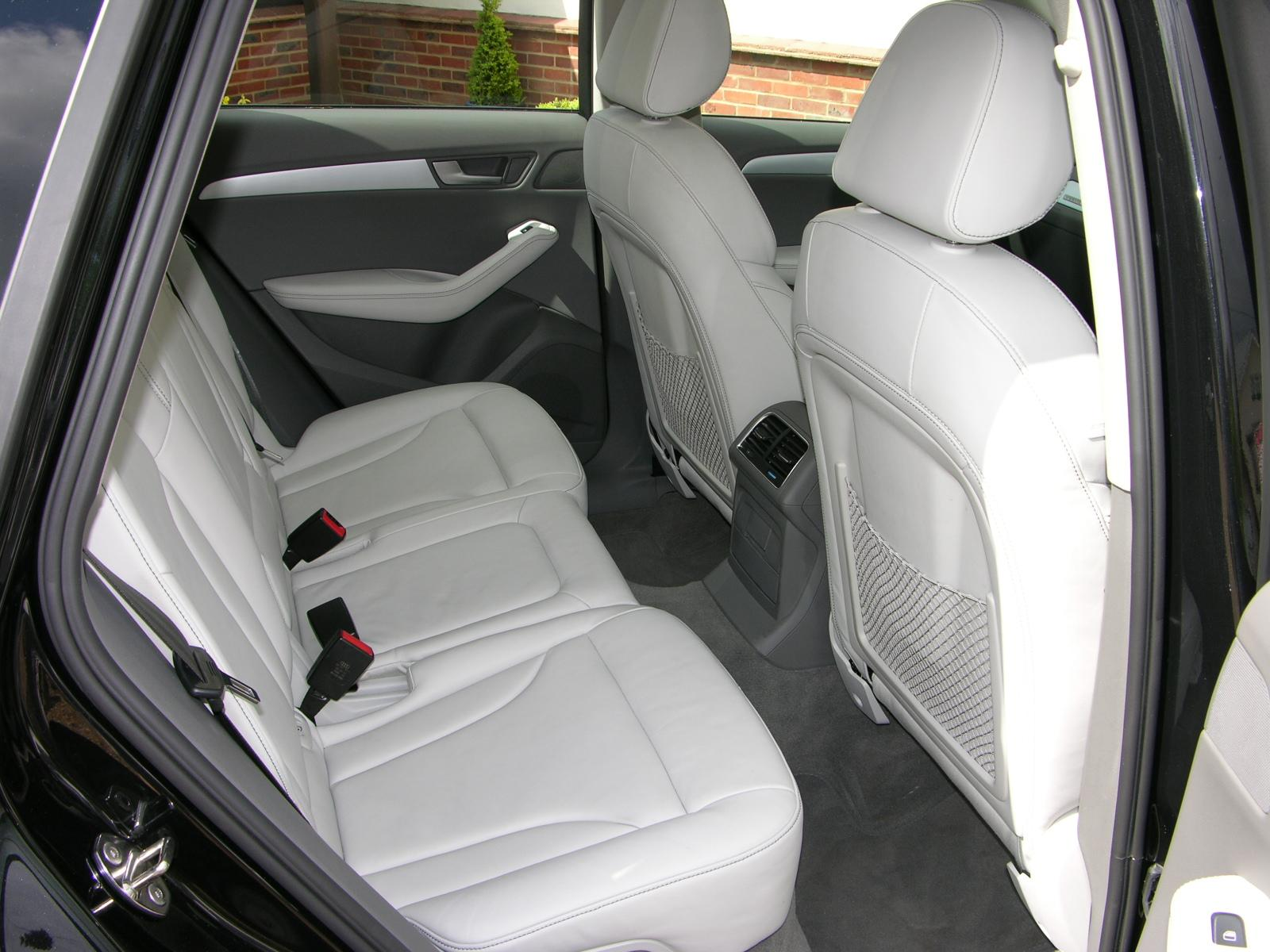
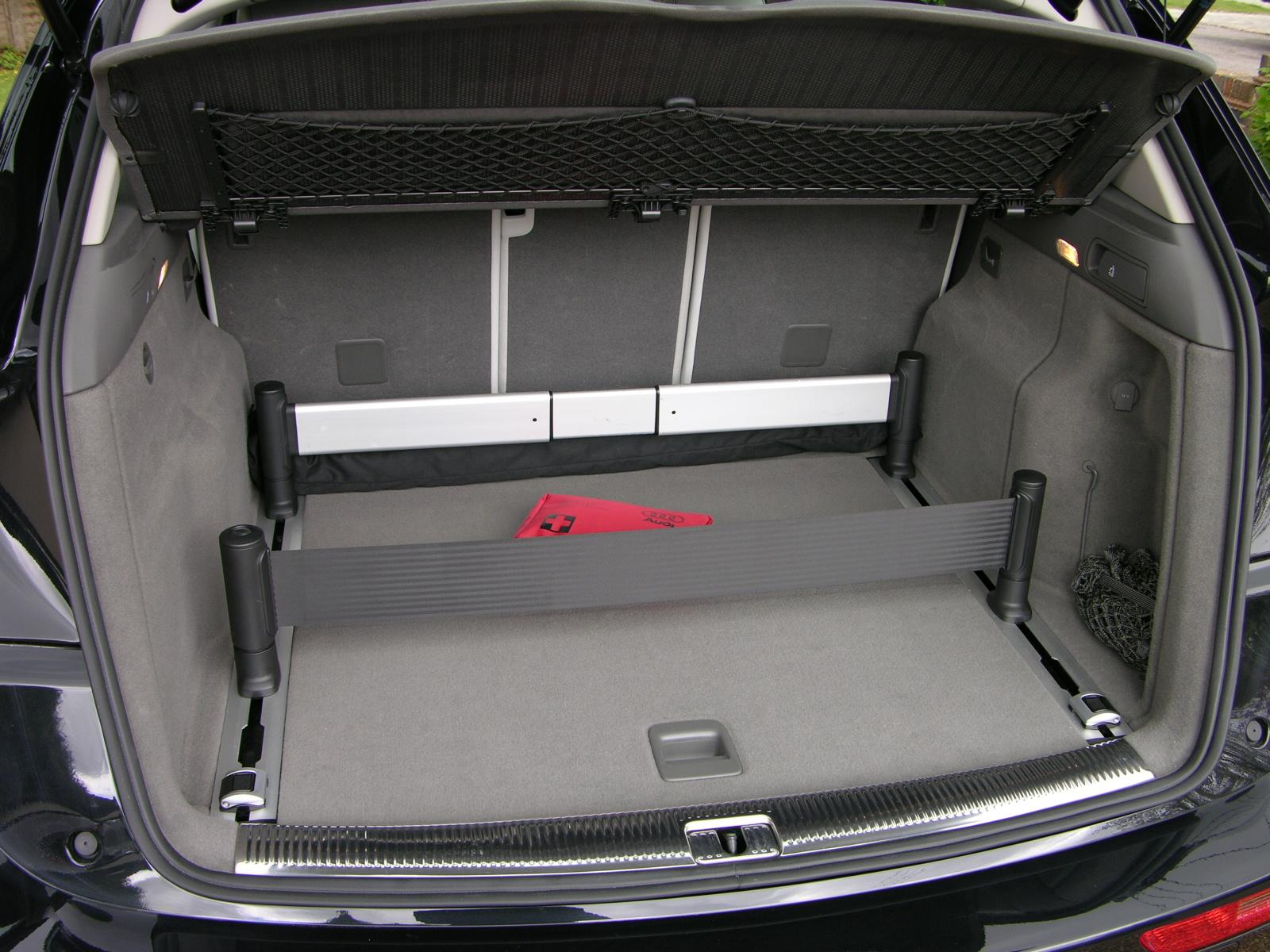
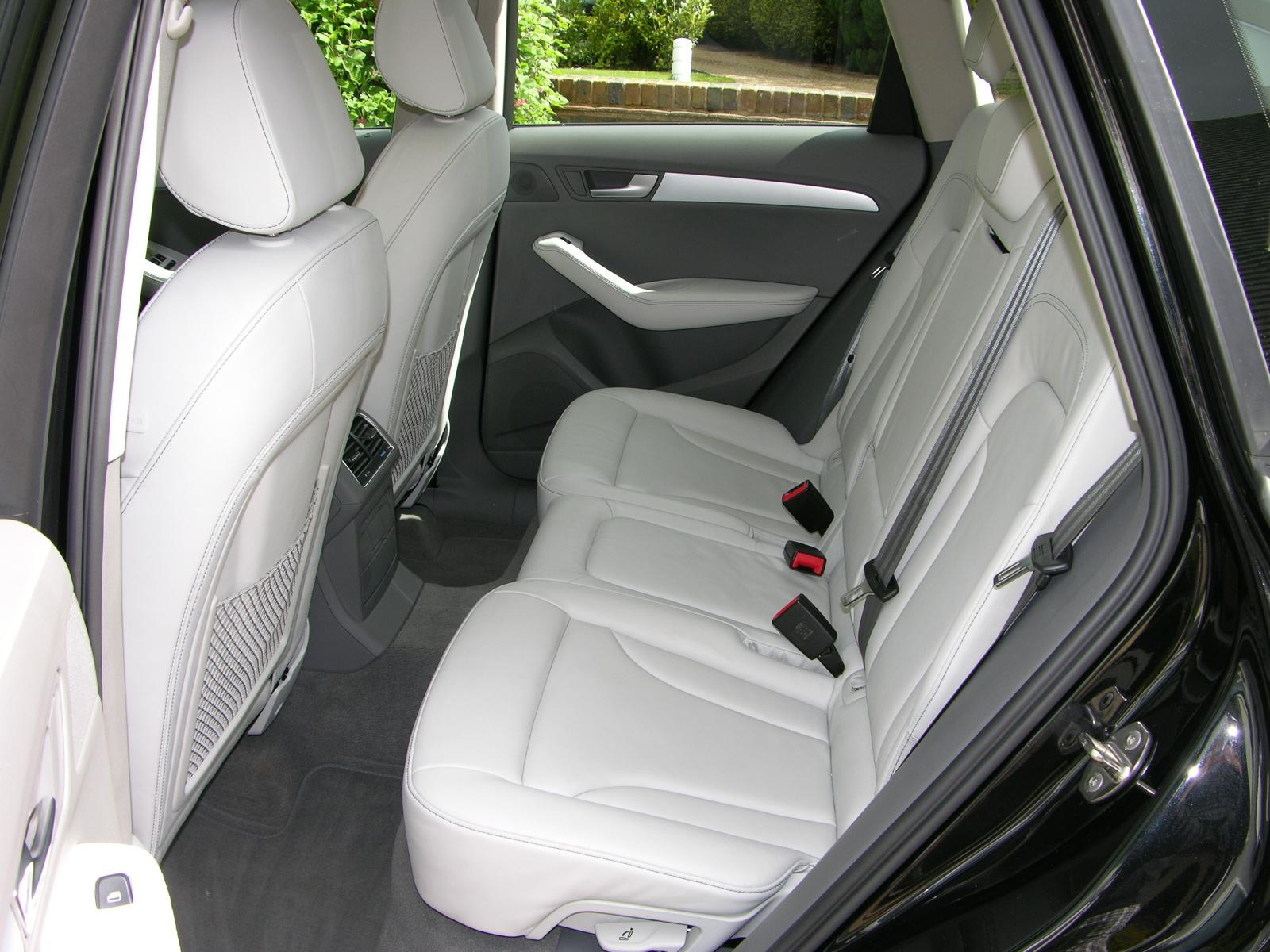
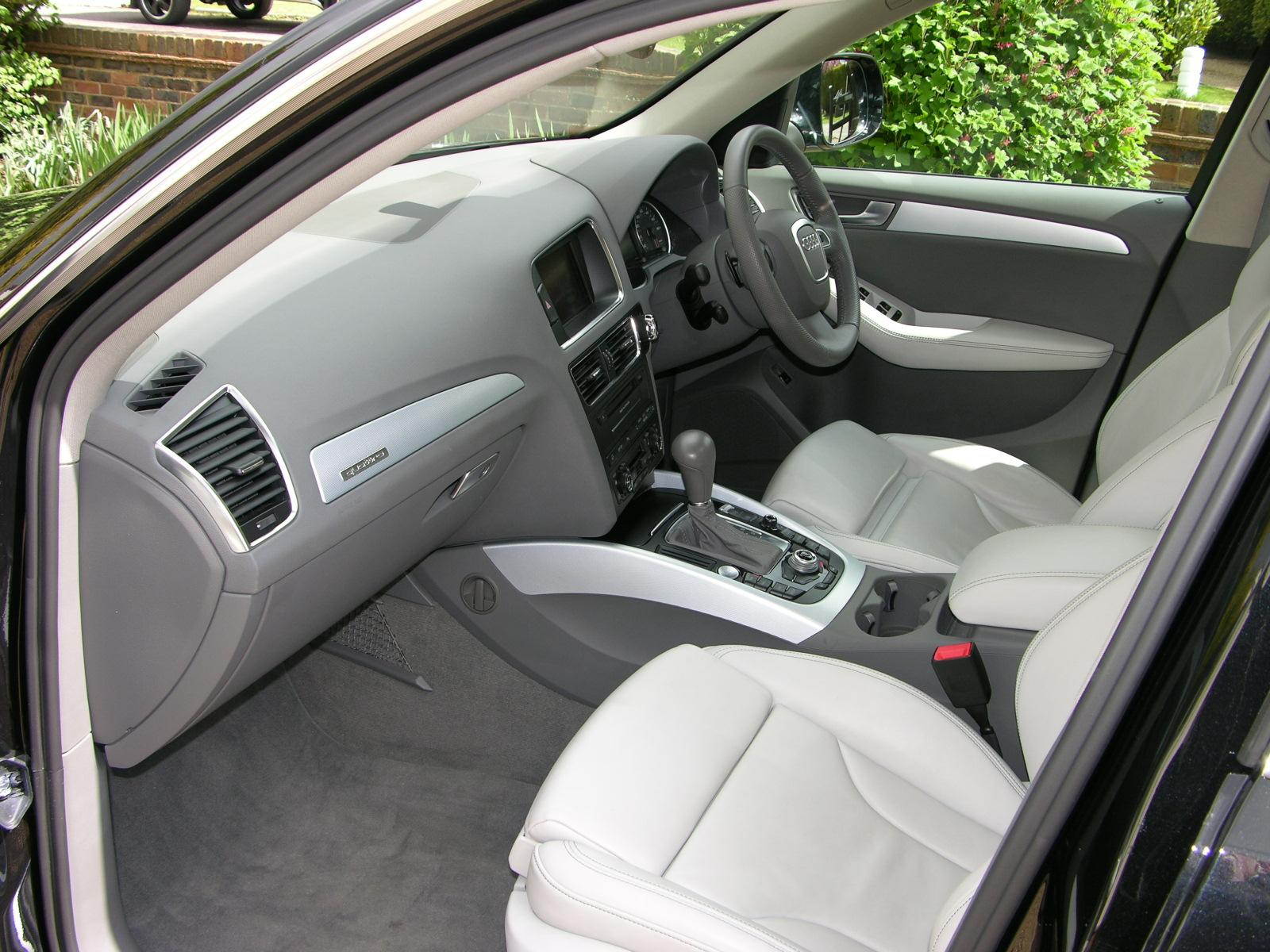
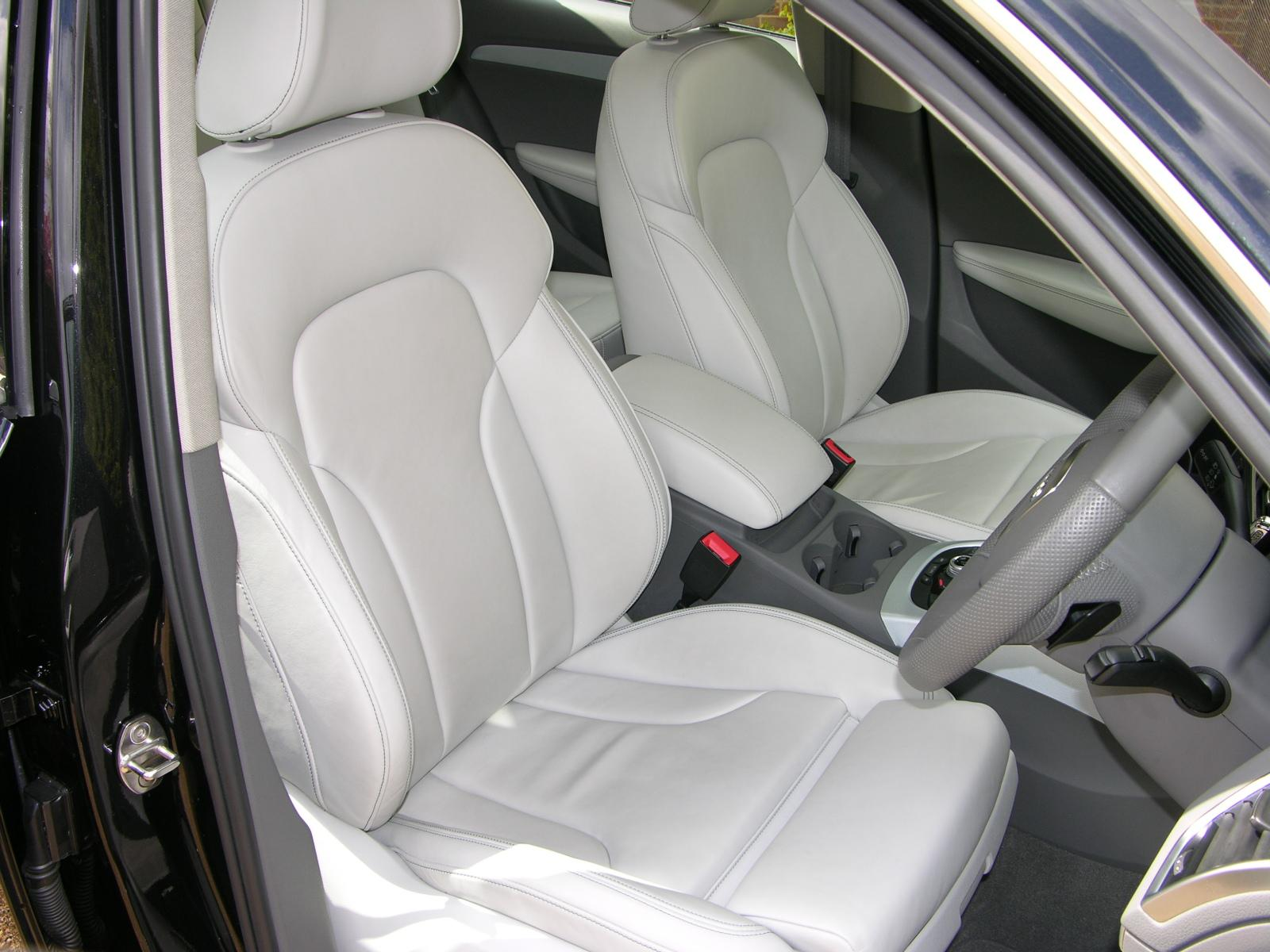
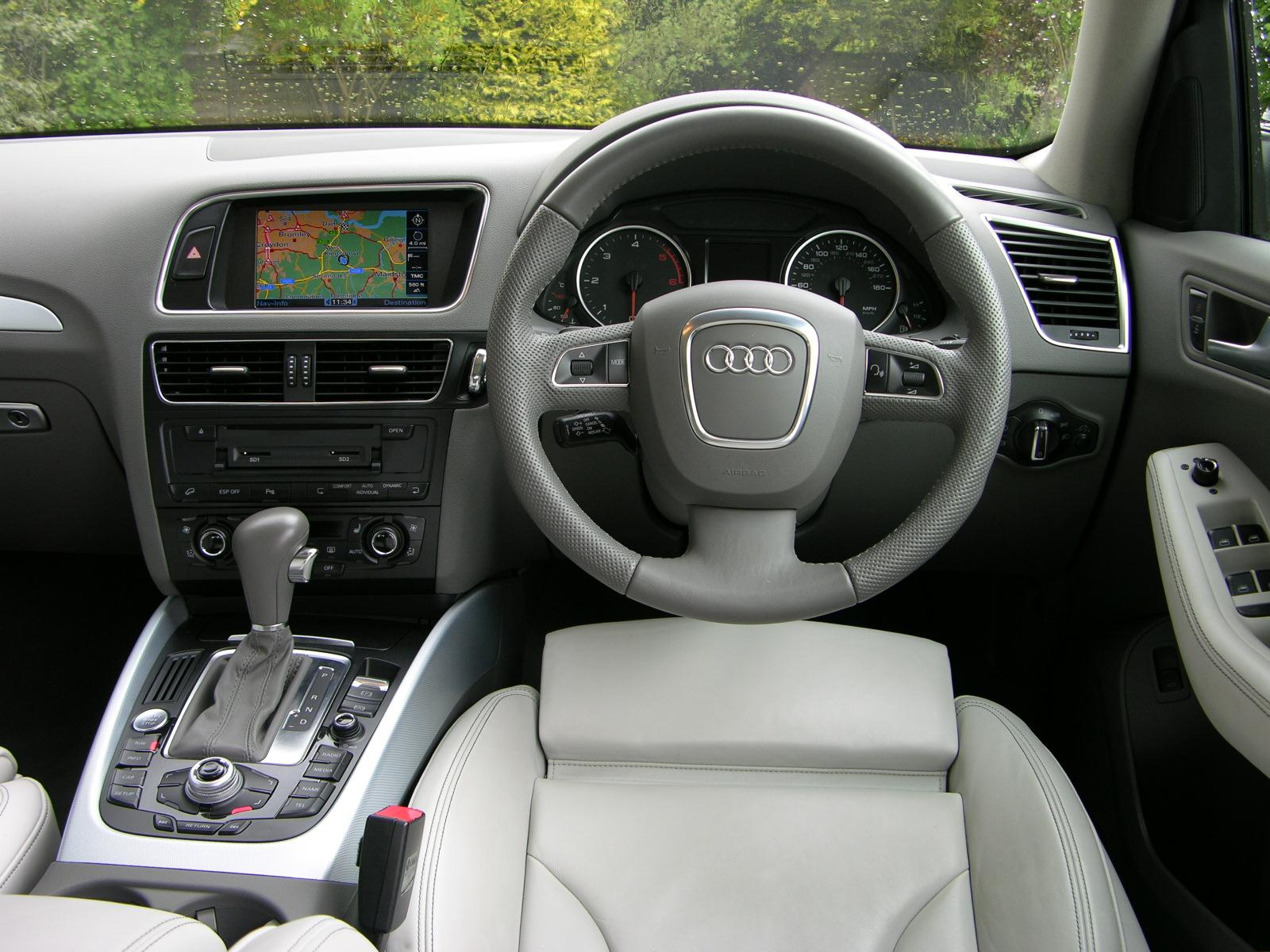
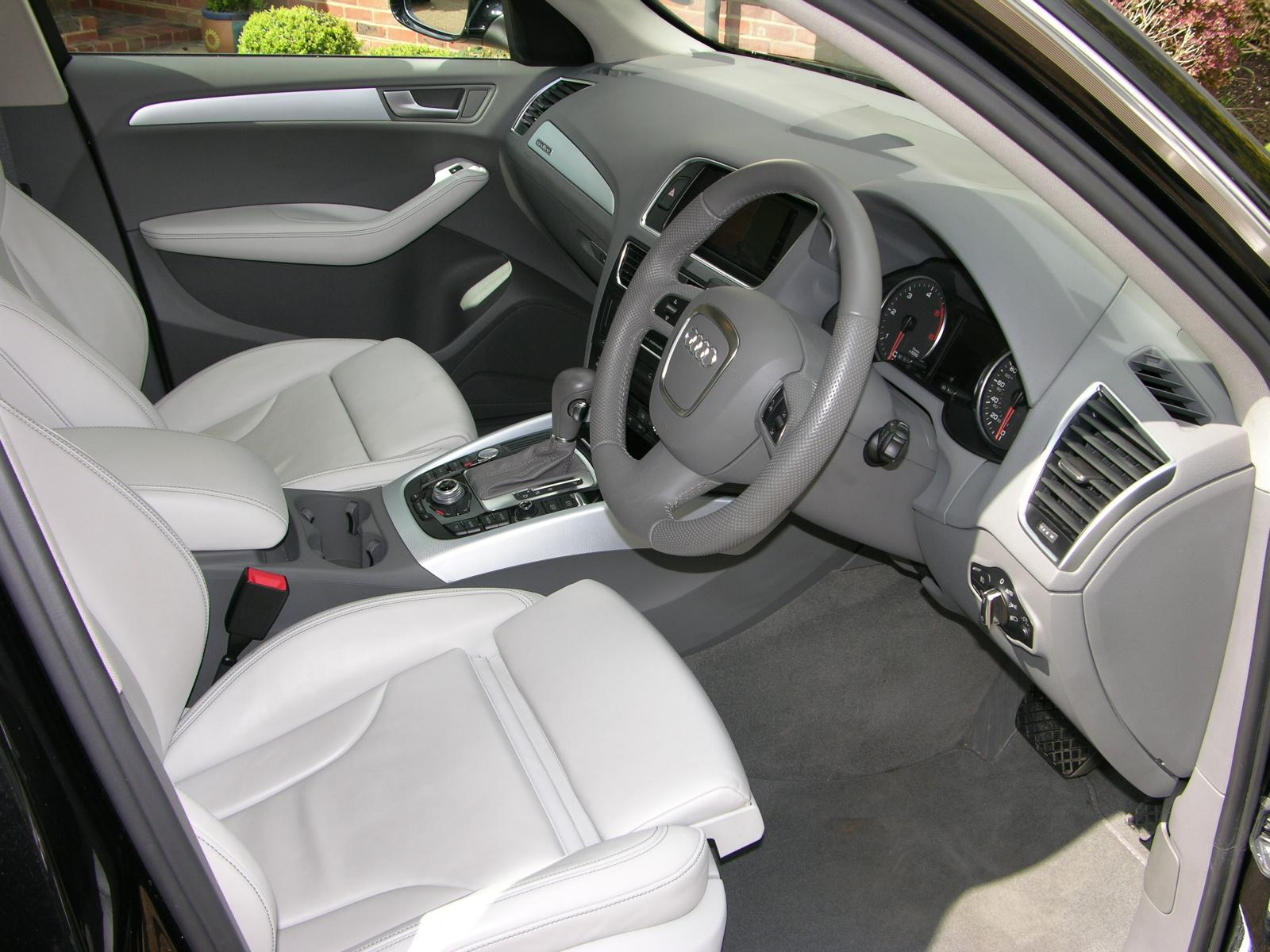
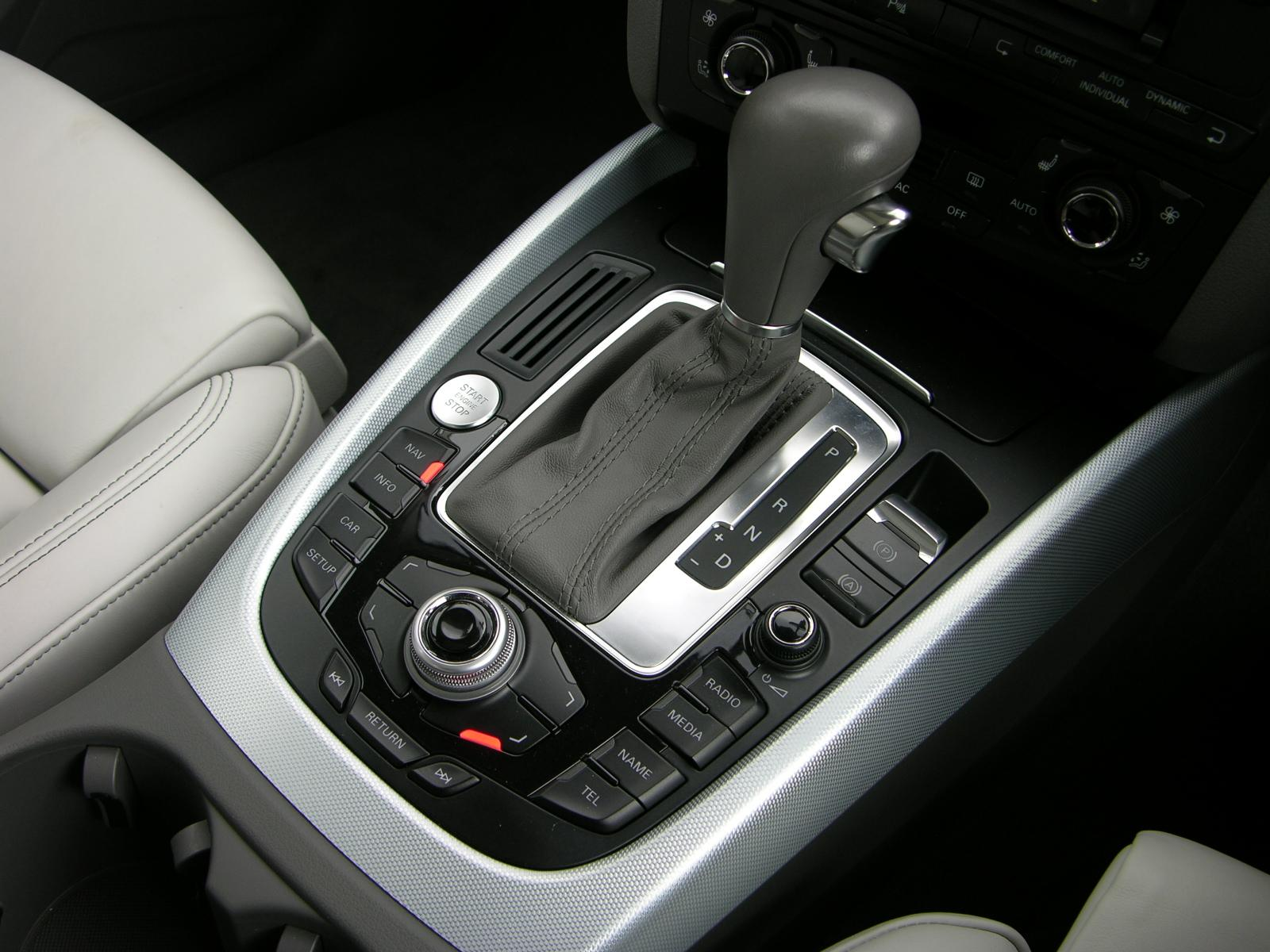

#### المعدات
أنتجت شركة هارمان / بيكر لأنظمة السيارات تقنية واجهة الوسائط المتعددة (إم آ إم آي) المحدثة الجديدة من أودي لـ كيو 5.
يشتمل النظام الجديد على نظام ملاحة واتصال وترفيه بشاشة عريضة. سيتم أيضاً إنشاء عرض اتجاه ثلاثي الأبعاد مع تضاريس حقيقية الحجم وصور فوتوغرافية واقعية للمعالم الرئيسية. الميزات المضمنة في هذا النظام الجديد هي وسائط تخزين يو أس بي (آي بود أو إم بي 3) وراديو القمر الصناعي وهاتف محمول / خلوي جي أس أم رباعي النطاقات (جاهز لبطاقة الهاتف) مع اتصال بلوتوث.
تتضمن حزمة آس لاين عجلات آس لاين مقاس 20 بوصة، وغسالات للمصابيح الأمامية، وعجلات قيادة رياضية مع مجاديف تبديل، وتطعيمات من الألومنيوم المصقول، وعتبات أبواب من الألومنيوم على شكل S، وبطانة سقف سوداء.  تشتمل الحزمة الخارجية للطرق الوعرة على ألواح حماية أمامية وخلفية أسفل الهيكل، جنباً إلى جنب مع رفرف متوهج وحماية عتبة الباب.

#### قدرات الحمل والجر
يقوم المستشعر بإعلام نظام آي بي أس إذا تم تركيب رف على السقف، مما يؤدي إلى تحويل مركز ثقل أودي كيو5 إلى أعلى بما يتماشى مع حمولة السقف التي تصل إلى 100 كجم (220 رطلاً). في حالة وجود رف على السقف، فإن المرساب الكهروستاتيكي يعمل في وقت سابق في حد المناولة. بدون تحميل السقف، للسائق الحرية في الاستفادة من الإمكانات الديناميكية الكاملة لسيارة أودي كيو5.
أودي كيو5 قادرة على سحب ما يصل إلى 2.0 طن؛ يجعل نظام التحكم القياسي في نزول التل من الآمن التنقل إلى أسفل المنحدرات الشديدة من خلال تنظيم السرعة المحددة مسبقاً عند القيادة بسرعة أقل من 30 كم / ساعة (19 ميلاً في الساعة). تم تجهيز كيو5 أيضاً ببرنامج ثبات المقطورة المتقدم المصمم لمكافحة أي ثغرات غير مرغوب فيها عند جر مقطورة كبيرة أو قافلة.

#### الإنتاج
كان من المتوقع أن يتم بناء السيارة الجديدة في مدينة إنغولشتات مسقط رأس أودي. كان من المتوقع استثمار 300 مليون يورو في أدوات الإنتاج والتوسع.
تقوم أودي أيضًا بتجميع طراز Q5 في الهند لتجنب ضرائب الاستيراد والتنافس مع بي إم دبليو أي جي ودايملر أي جي
BMW AG و Daimler AG و Porscheبورش أي جي  AG في ثاني أسرع اقتصاد رئيسي نموًا في العالم.

### 2012 تجميل الواجهة
تشمل التغييرات الرئيسية مجموعة معاد تصميمها من تكوين الإضاءة الأمامية والخلفية، ومجموعة جديدة من المحركات التي تزيد من الإنتاج والكفاءة. تتميز معظم أدوات التحكم الداخلية للمستخدم بحواف ضيقة من الكروم. تشمل التغييرات في بيئة العمل نظام ملاحة آم إم آي بأربعة أزرار بالإضافة إلى وظيفة تخطي إضافية للاتصال بحجم الصوت. الأسطح الكبيرة المنجدة بالقماش قياسية على ألواح حواف الأبواب؛ تتضمن خيارات الترصيع ثلاثة قشرة خشبية وإصدار واحد من الألومنيوم.
تم طرح السيارات للبيع في صيف 2012. تشمل الطرازات المبكرة:
2.0 TFSIهايبرد كواترو و 2.0 TFSI كواترو (225حصان) و3.0 TFSI كواترو (272حصان) و2.0 TDI (143حصان) و2.0 TDI كواترو (177حصان) و3.0 TDI كواترو (245حصان).
في ألمانيا، تمت إضافة 2.0 TFSI كواترو (180حصان) و2.0 TDI (150حصان) و2.0 TDI كواترو (150حصان) في عام 2013، مع 2.0 TDI كواترو (150حصان) لتحل محل 2.0 TDI (143حصان).

#### التصميم قبل شد الواجهة

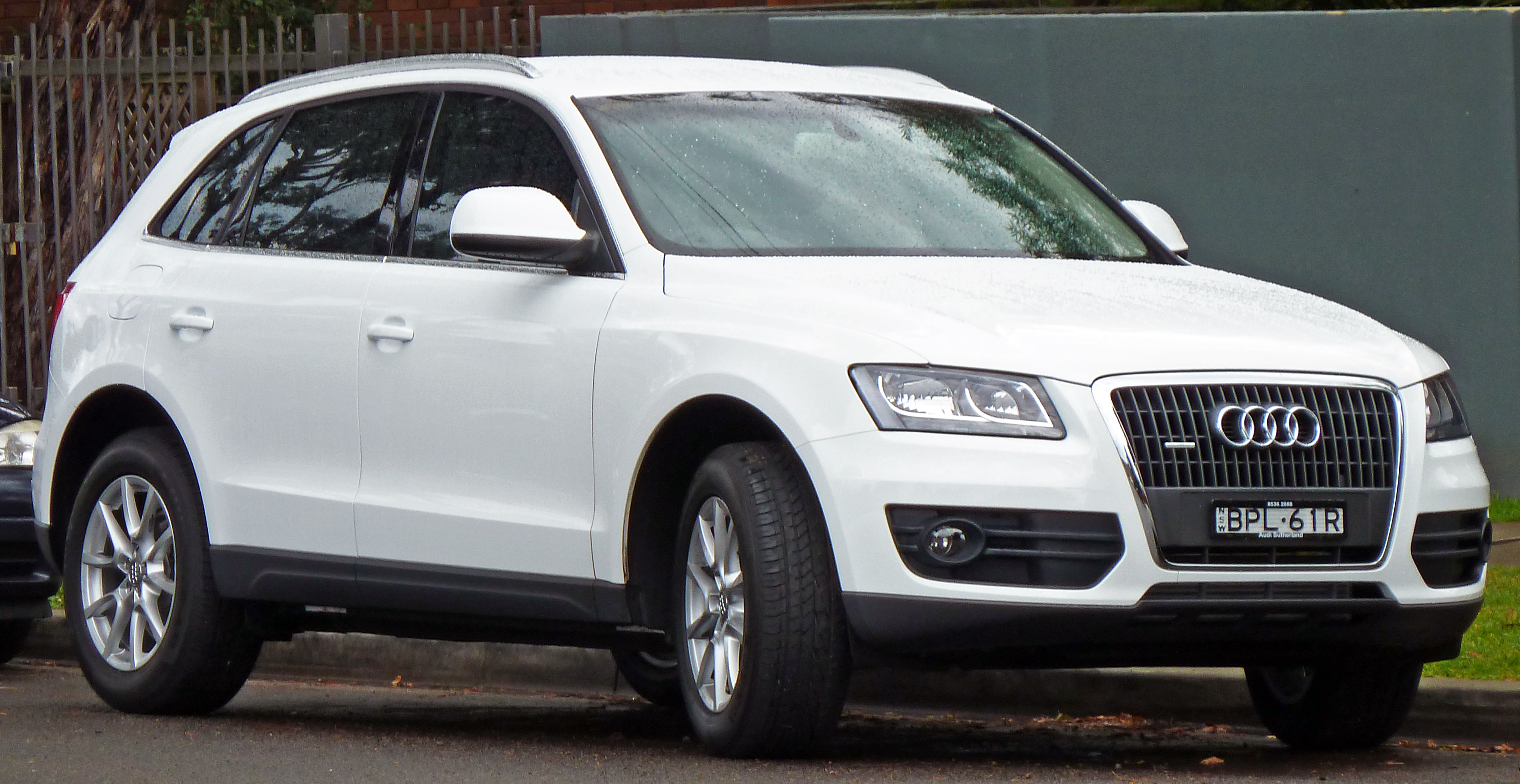
أمامي
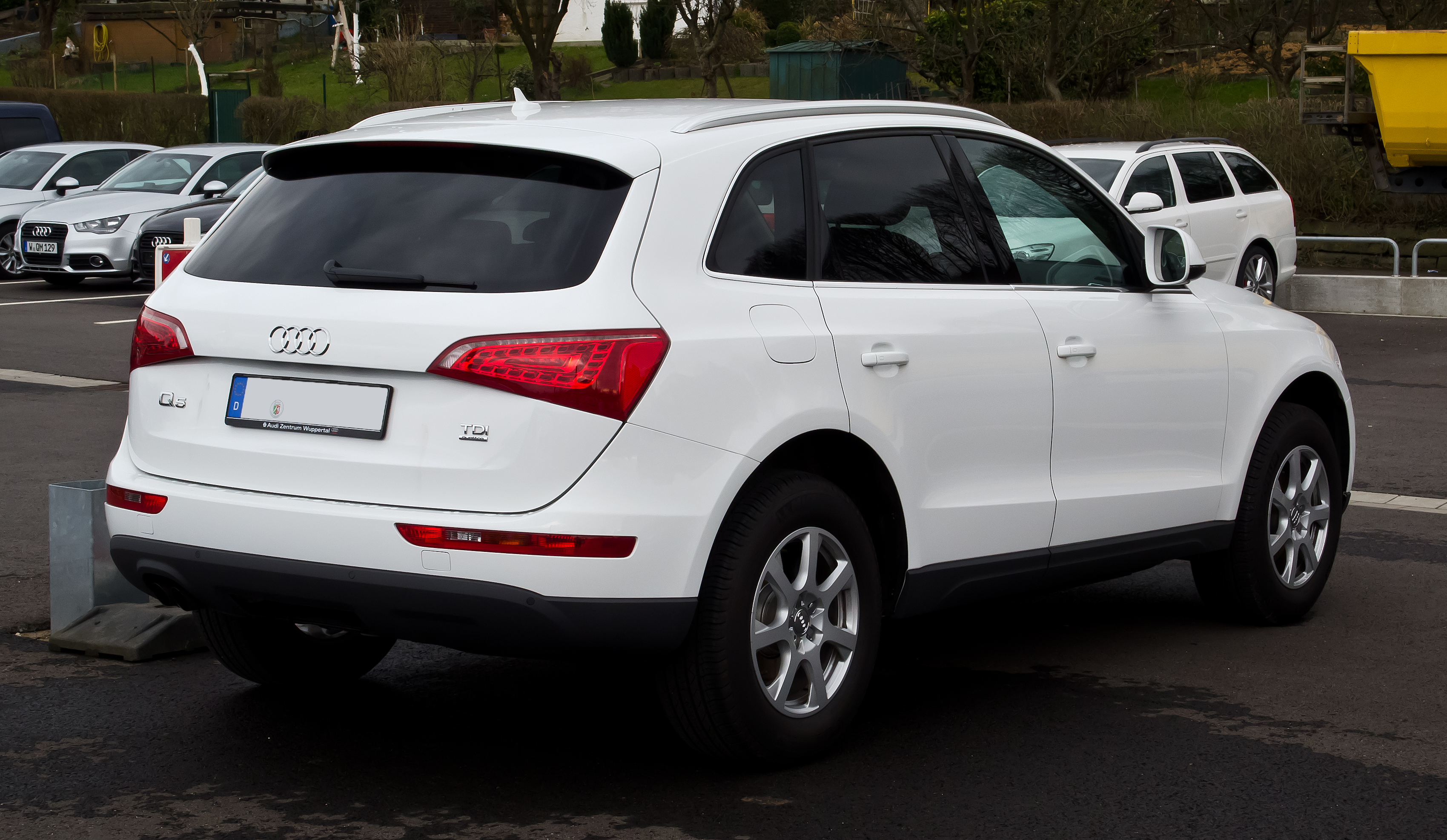
من الخلف
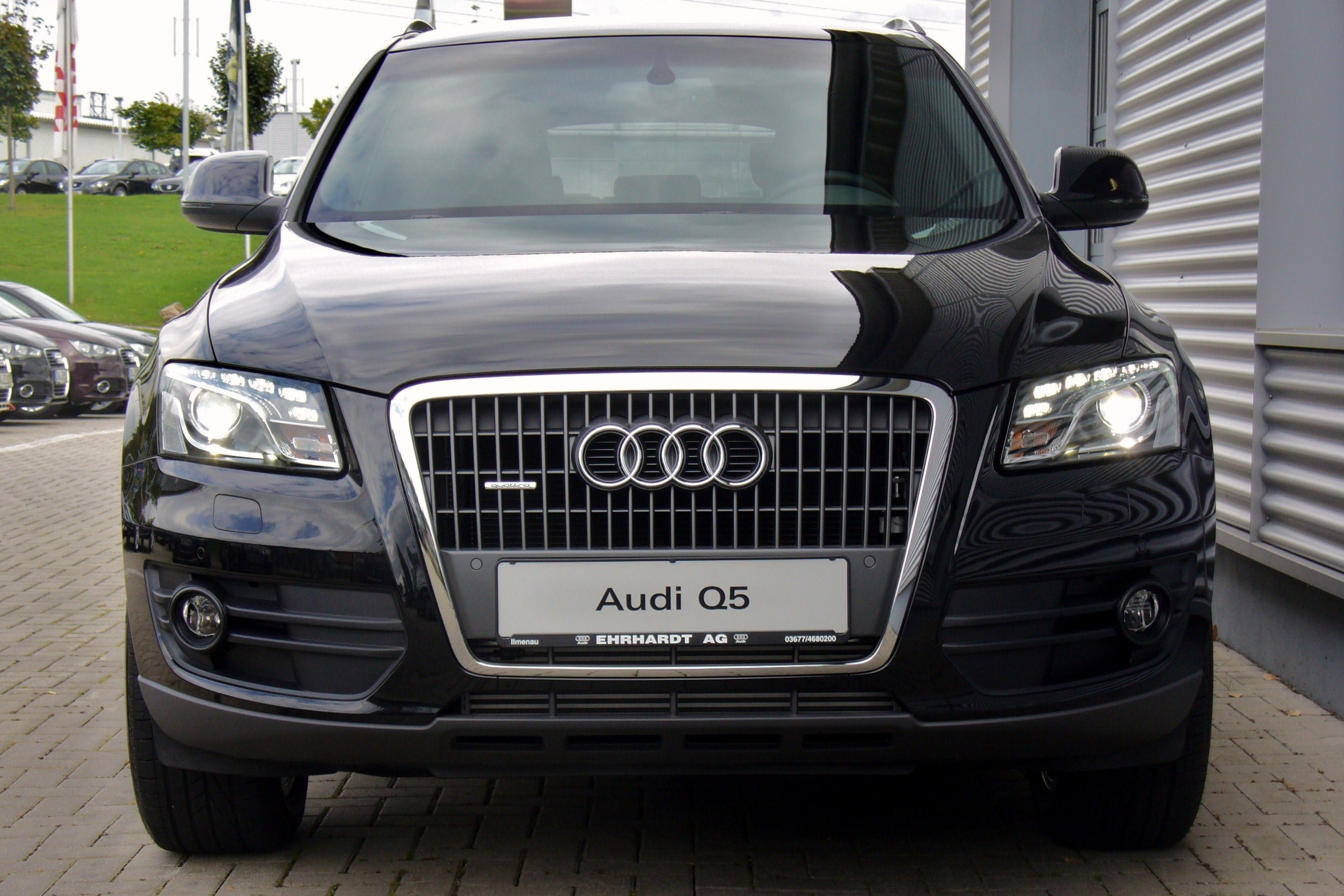
أمامي
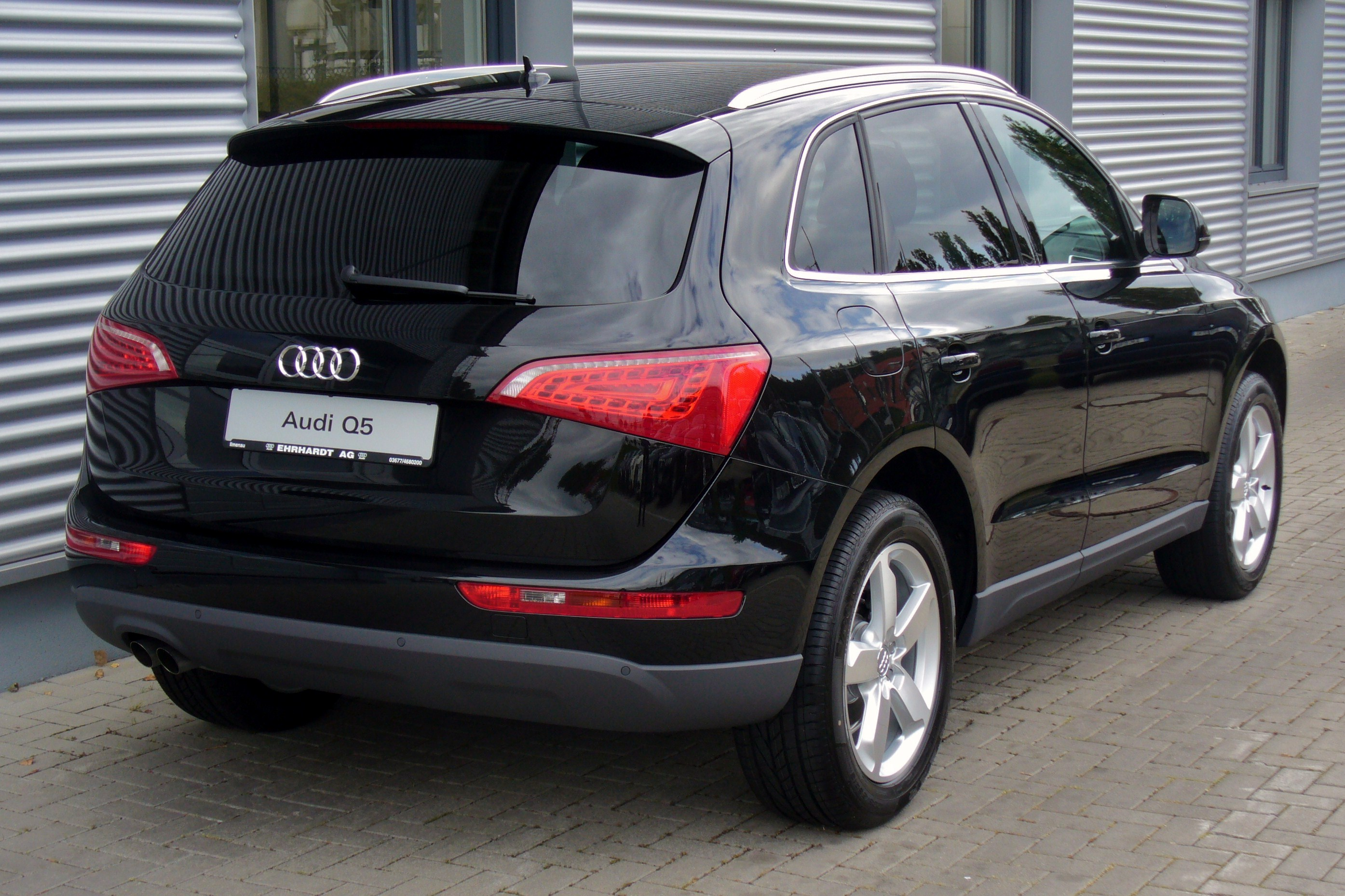
من الخلف

#### التصميم بعد شد الواجهة

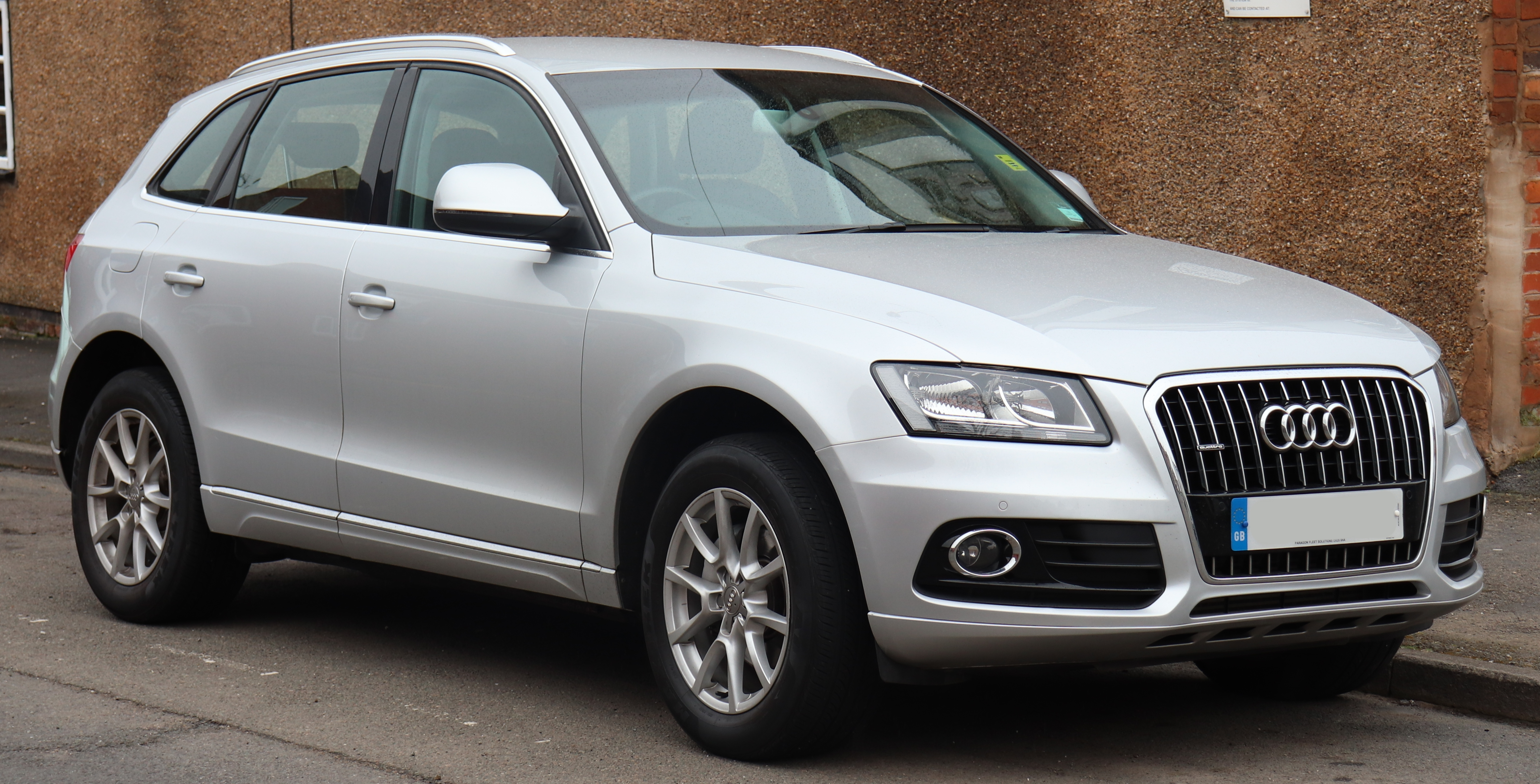
أمامي
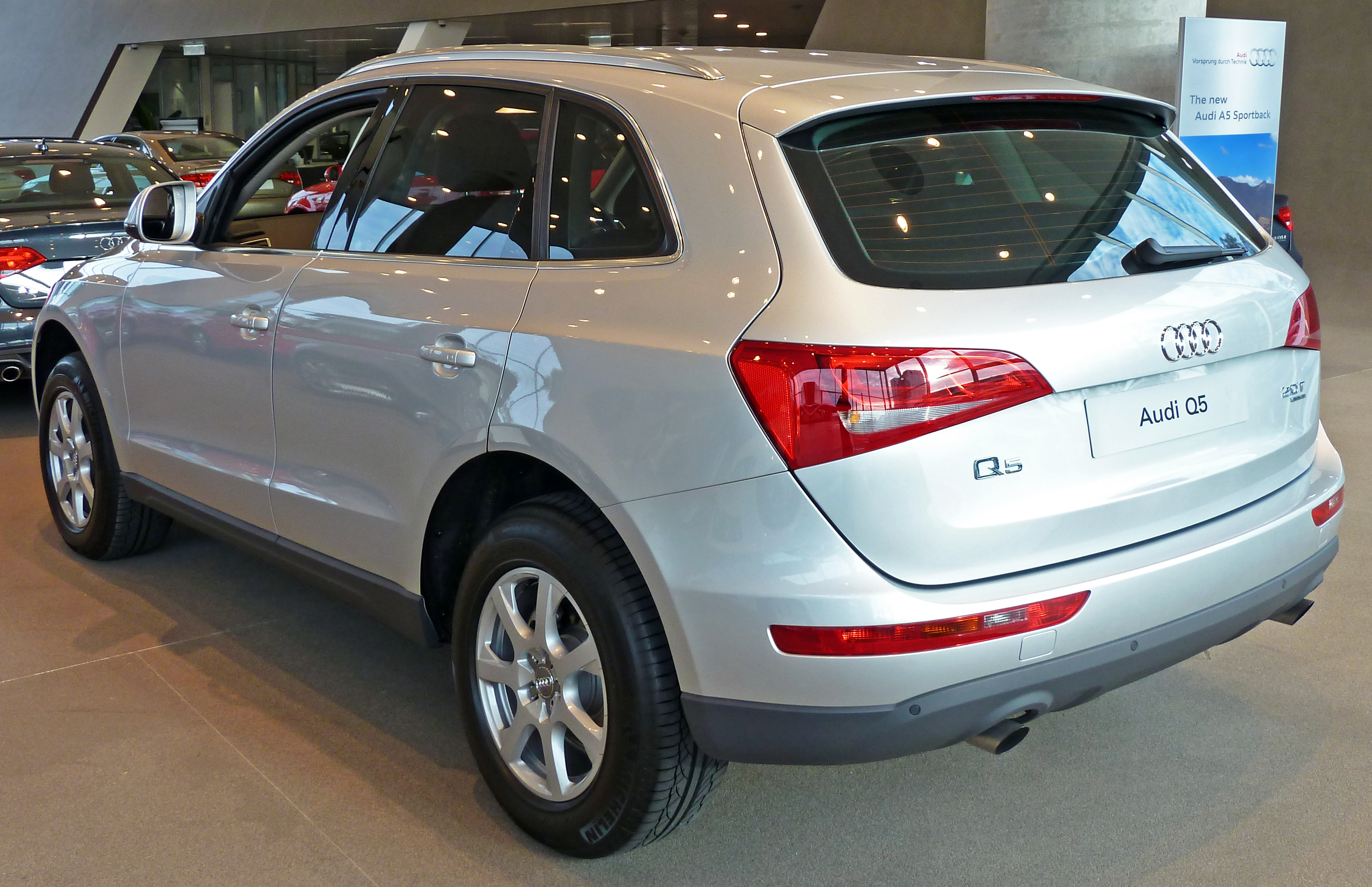
من الخلف
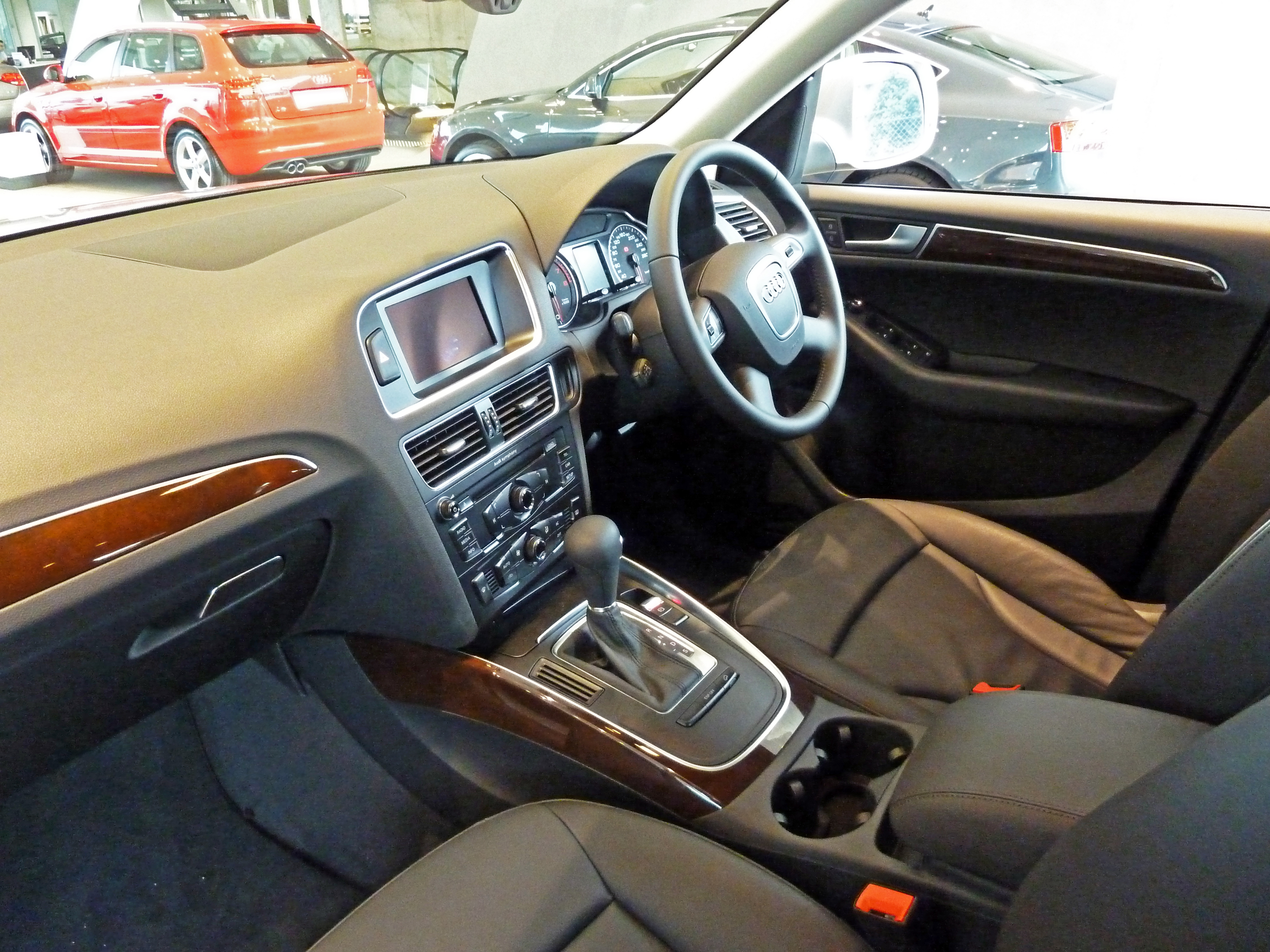
من الداخل
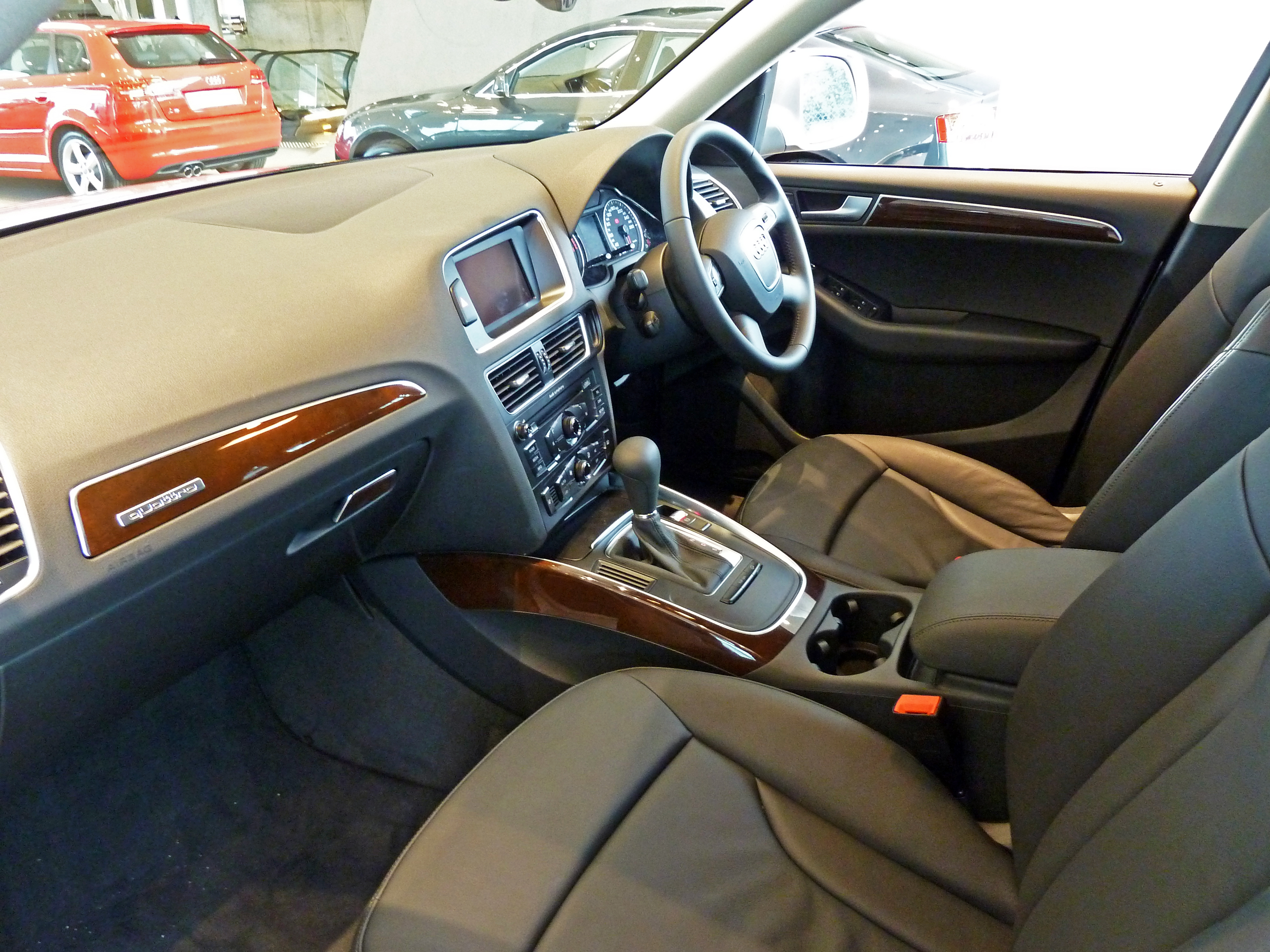
من الداخل

#### أس كيو5 (2013)
أودي أس كيو5 تي دي آي

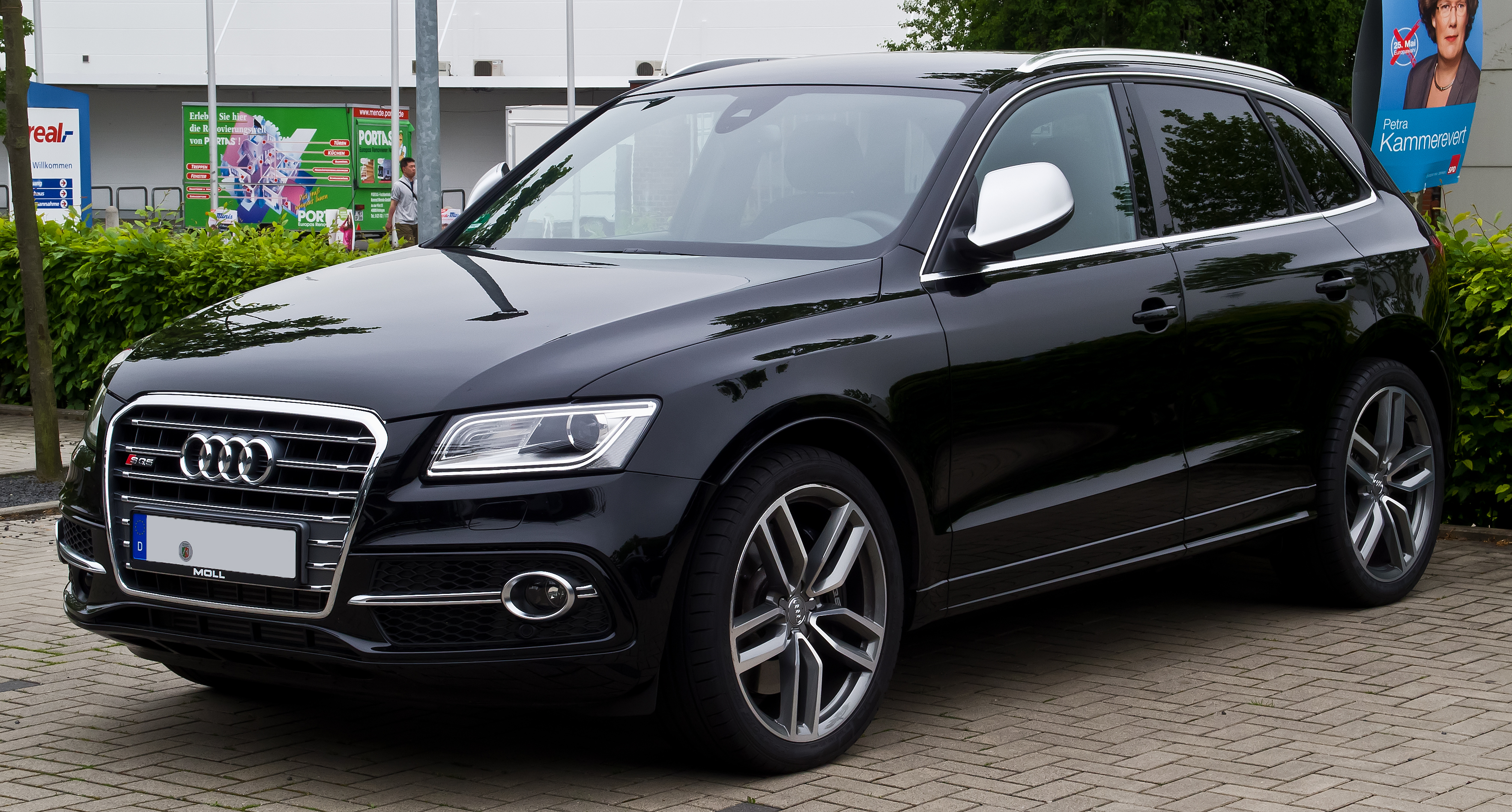
أودي أس كيو 5 تي دي اي (2014)

تعتبر سيارة أس كيو5 عالية الأداء كروس أوفر دفع رباعي هي أول سيارة من طراز أودي أس تتميز بمحرك ديزل.
محطة الطاقة الأساسية هي 3.0 لتر (2967 سم مكعب)، محرك V6 مزدوج الشاحن التوربيني مقترن بناقل حركة تيبترونيك 8 سرعات، يطور 313 حصاناً عند 3900-4500 دورة في الدقيقة، و650 نيوتن متر من عزم الدوران عند 1450 - 2800 دورة في الدقيقة. كما أنها تتميز بنظام الدفع الرباعي الدائم المميز كواترو من أودي مع نقل توجيه عزم الدوران. يعمل نظام التعليق الرياضي على خفض جسم السيارة بمقدار 30 مم (1.18 بوصة) وعجلات 20 بوصة ذات 5 أضلاع متوازية مع إطارات مقاس 255/45 مزودة بشكل قياسي، مع خيار الترقية إلى عجلات مقاس 21 بوصة. الميزات الأخرى لـ أس كيو5 هي مكابح الفرامل الأمامية السوداء مع شارات أودي أس، ونظام اختيار محرك أودي الاختياري، وشبكة أحادية الإطار باللون الرمادي البلاتيني مع قضبان مزدوجة مجلفنة، واثنين من ألوان الهيكل الفريدة أس كيو5 (إستوريل بلو أو بانثر بلاك)، بطانة سقف اختيارية فضية على شكل قمري، وجلد نابا لؤلؤي / مقاعد رياضية قابلة للتعديل كهربائياً مع تنجيد جلدي اختياري بأربعة ألوان، وتطعيمات من الألومنيوم المصقول مع ألوان اختيارية من الكربون أطلس أو تشطيب بيانو أو ألواح من الألمنيوم / خشب بوفورت.
يتسارع إس كيو تي دي آي 5 من (0 إلى 62 ميل في الساعة في 5.1 ثانية)، ويقتصر إلكترونياً على 155 ميل في الساعة. هذا يمكن مقارنته بسيارات الدفع الرباعي ذات الأداء العالي المنافسة مع محركات الديزل، مثل بورش كايين إس ديزل (0-60 ميل في الساعة: 5.7 ثانية) وبي أم دبليو إكس 5 إم 50 دي (0-60 ميل في الساعة: 5.4 ثانية)، وأيضاً الأداء العالي  سيارات الدفع الرباعي التي تعمل بالبنزين، مثل مرسيدس بنز إم إل 63 إي أم جي (0-60 ميل في الساعة: 4.8 ثانية)، بورش كايين توربو إس (0-60 ميل في الساعة: 4.1 ثانية).
كل هؤلاء المنافسين المدرجين هم أكبر وأثقل، وينحدرون من فئة سيارات الدفع الرباعي متوسطة الحجم، وعلى هذا النحو، فإنهم يطلبون أسعاراً أعلى بكثير. يمكن إجراء مقارنة أكثر واقعية مع بي إم دبليو إكس 3، والتي توفر اقتصاداً أفضل قليلاً (46.3 ميلاً في الغالون إلى 41.5 في SQ5)، على الرغم من الأداء المنخفض قليلاً (0-62 ميل في الساعة: 5.8 ثانية، السرعة القصوى: 149 ميل في الساعة).
تم طرح أس كيو5 للبيع في الربع الأول من عام 2013.

#### أودي أس كيو5 تي دي آي (2013)
مفهوم أودي أس كيو5 تي دي آي الحصري (2013) إنها نسخة محدودة (50 وحدة) من مفهوم أودي أس كيو5 تي دي آي مع لون الجسم بتأثير الكريستال الأزرق آرال، وتنجيد جلد نابا الأسود الناعم مع خياطة متباينة باللون الأبيض الثلجي، ومقاعد رياضية سوداء مغطاة بجلد نابا الفاخر، وجلد منسوج في القسم الأوسط من  المقاعد، وبطانة سقف من قماش ألكانتارا بلون أبيض ثلجي، وستارة فتحة سقف، وتطعيمات وتطبيقات متلألئة.
كما تم الكشف عن السيارة في معرض باريس للسيارات 2012، وتم طرحها للبيع في الربع الأول من عام 2013. في عام 2015، قدمت أودي طراز تيد بلس، بقوة 340 حصاناً و700 نانومتر، ومقاعد من جلد النابا المبطن، وتفاصيل خارجية سوداء وعجلات مقاس 21 بوصة كتجهيزات قياسية.

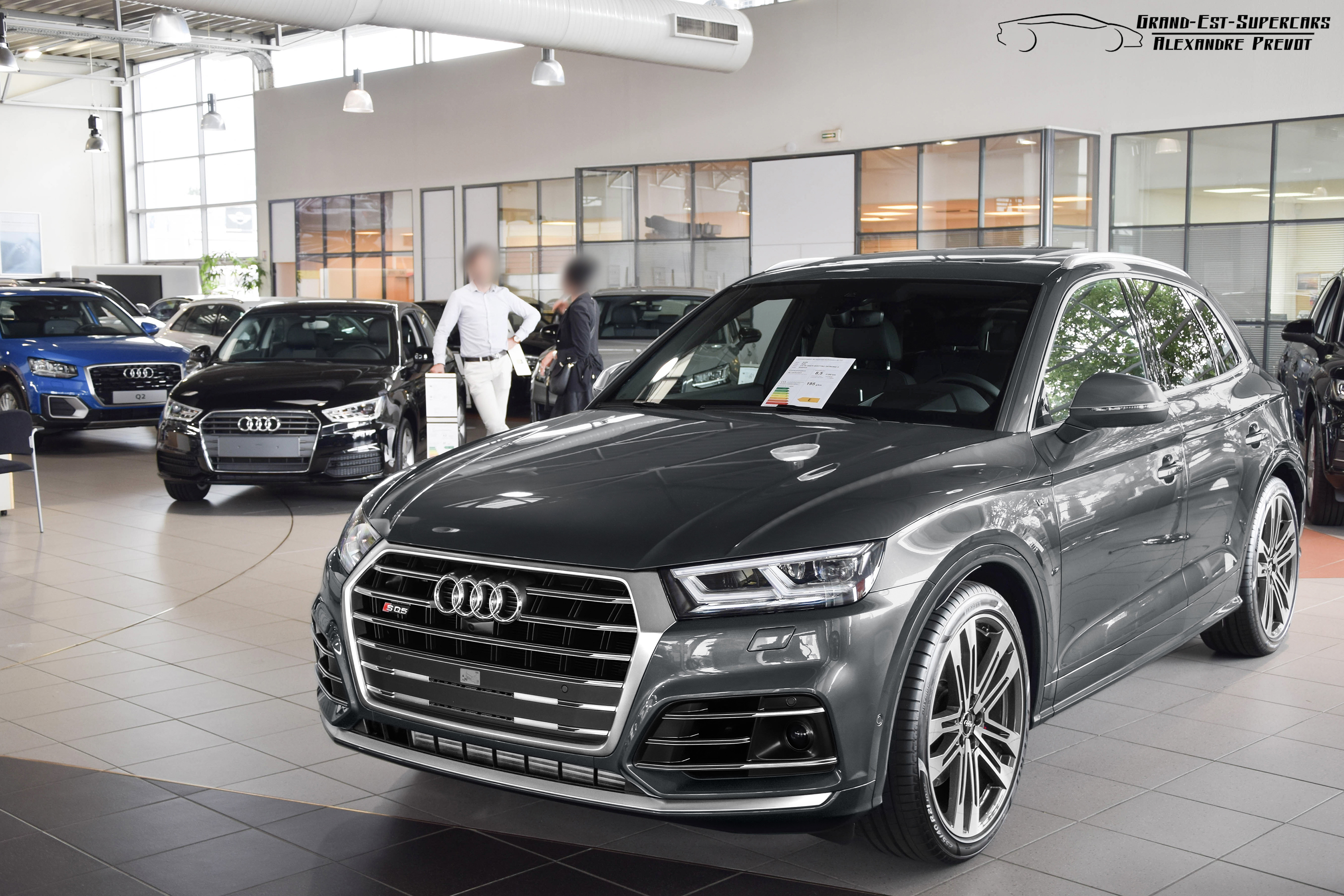
أودي أس كيو 5

#### أودي أس كيو5 تي أف أس آي (2013)
أودي أس كيو 5 3.0 لتر تي أف أس آي كواترو (2013)، إنها نسخة بنزين من أس كيو5 بمحرك أس كيو 5 3.0 لتر تي أف أس آي كواترو بقوة 354 حصان (260 كيلو واط، 349 حصان) عند 6000-6500 دورة في الدقيقة و470 نيوتن متر (346.65 رطل قدم) عند 4000-4500 دورة في الدقيقة، وناقل حركة تيبترونيك ثماني السرعات، ونظام الدفع الرباعي الدائم كواترو مع توجيه عزم الدوران، وعجلات 20 بوصة بإطارات من الفئة 255/45 (عجلات اختيارية مقاس 21 بوصة)، وشبكة المبرد باللون الرمادي البلاتيني مع قضبان أفقية مزدوجة من الألومنيوم، واختيار لونين للهيكل بتأثير الكريستال (إستوريل بلو وباثنر بلاك)، تتميز العدادات بأقراص رمادية وأرقام بيضاء، ودواسات ومفاتيح تغيير السرعة بلمسة نهائية من الألومنيوم اللامع، ومقصورة داخلية سوداء مع بطانة سقف متوفرة اختيارياً باللون الفضي القمر، ومقاعد رياضية قابلة للتعديل كهربائياً منجدة بجلد نابا اللؤلؤي والكانتارا (اختياري) أربعة ألوان مختلفة من الجلد)، تطعيمات قياسية من الألومنيوم المصقول (اختياري من الكربون أطلس، أو تشطيب بيانو، أو طبقات من الألمنيوم والخشب باللون الأسود بوفورت). تم الكشف عن السيارة في معرض ديترويت للسيارات 2013.
كما تم تصميم السيارة لأسواق الولايات المتحدة وكندا وروسيا والصين واليابان وسنغافورة وكوريا الجنوبية وجنوب إفريقيا والمكسيك والبرازيل والأرجنتين وشيلي وأوكرانيا.
وتم تعيين الطراز الأمريكي للوصول إلى الوكلاء الأمريكيين في الربع الثالث من عام 2013 كسيارة طراز عام 2014.

#### محركات البنزين
| محركات البنزين                      | محركات البنزين | محركات البنزين | محركات البنزين                                                                                          |
| النموذج                             | السنة          | نوع المحرك | القوة ، عزم الدوران عند دورة في الدقيقة                                                                 |
| ----------------------------------- | -------------- | --- | --- |
| 2.0 لتر تي أف أس آي هجين كواترو     | 2012           | 1.984 سم مكعب (1.984 لتر، 121.1 قدم مكعب) I4 توربو (بنزين) 1,984 سم مكعب (1.984 لتر؛ 121.1 متر مكعب) I4 توربو (CHJA) | 211 حصان (155 كيلوواط، 208 حصان) عند 4300-6000 - 350 نيوتن متر (258.15 رطل قدم) عند 1500-4200           |
| 2.0 لتر تي أف أس آي هجين كواترو     | 2012           | محرك كهربائي، 266 فولت، حزمة بطارية 1.3 كيلو واط في الساعة                                                           | 54 حصان (40 كيلو واط، 53 حصان) بسرعة 210 نيوتن متر (154.89 رطل قدم)                                     |
| 2.0 لتر تي أف أس آي هجين كواترو     | 2012           | مشترك | 245 حصان (180 كيلوواط، 242 حصان) 480 نيوتن متر (354.03 رطل قدم)                                         |
| 2.0 لتر تي أف أس آي 180 حصان كواترو | 2012           | 1,984 سم مكعب (1.984 لتر؛ 121.1 متر مكعب) I4 توربو (CDNB)                                                            | 180 حصان (132 كيلو واط؛ 178 حصان) عند 4000-6000 320 نيوتن متر (236 رطل قدم) عند 1500-420                |
| 2.0 لتر تي أف أس آي 225 حصان كواترو | 2012           | 1,984 سم مكعب (1.984 لتر؛ 121.1 متر مكعب) I4 توربو (CDNC)                                                            | 225 حصان (222 كيلوواط، 208 حصان) عند 4300-6000 350 نيوتن متر (258 رطل قدم) عند 1500-4200                |
| 3.0 لتر تي أف أس آي 272 حصان كواترو | 2012           | 2,995 سم مكعب (2.995 لتر، 182.8 متر مكعب) V6 سوبر تشارج (CTUC / CTVA)                                                | 272 حصان (200 كيلوواط، 268 حصان) عند 4780-6500 400 نيوتن متر (295.02 رطل قدم) عند 2150-4780 / 2500-4780 |
| 3.0 لتر تي أف أس آي 354 حصان كواترو | 2013           | 2,995 سم مكعب (2.995 لتر، 182.8 متر مكعب في) V6 سوبر تشارج                                                           | 354 حصان (260 كيلوواط، 349 حصان) عند 5500-6500 470 نيوتن متر (346.65 رطل قدم) عند 4000-4500             |

تشمل جميع المحركات نظام بدء التشغيل. 3.0 لتر تي أف أس آي كواترو (272حصان) يحل محل 3.2 لتر أف أس آي كواترو.
الإرسال
| محركات البنزين                      | محركات البنزين | محركات البنزين                  | محركات البنزين |
| النموذج                             | السنة          | أساسي                           | اختياري        |
| ----------------------------------- | -------------- | ------------------------------- | -------------- |
| 2.0 لتر تي أف أس آي هجين كواترو     | 2012           | 8 سرعات تبترونيك                | -              |
| 2.0 لتر تي أف أس آي 180 حصان كواترو | 2012           | يدوي 6 سرعات                    | -              |
| 2.0 لتر تي أف أس آي 225 حصان كواترو | 2012           | يدوي 6 سرعات - 8 سرعات تبترونيك | -              |
| 2.0 لتر تي أف أس آي 272 حصان كواترو | 2012           | 8 سرعات تبترونيك                | -              |
| 3.2 لتر تي أف أس آي 354 حصان كواترو | 2012           | 8 سرعات تبترونيك                | -              |

#### محركات الديزل
| محركات الديزل                  | محركات الديزل | محركات الديزل                                                              | محركات الديزل                                                                                  |
| النموذج                        | السنة         | نوع المحرك                                                                 | القوة ، عزم الدوران عند دورة في الدقيقة                                                        |
| ------------------------------ | ------------- | -------------------------------------------------------------------------- | ---------------------------------------------------------------------------------------------- |
| 2.0 تي دي آي (143حصان)         | 2012          | 1,968 سم مكعب (1.968 لتر؛ 120.1 متر مكعب) حاجز مشترك توربو I4 (CAGA)       | 143 حصانا (105 كيلوواط ، 141 حصان) عند 4200 320 نيوتن متر (236.02 رطل قدم) عند 1750-2500       |
| 2.0 تي دي آي كواترو (150حصان)  | 2013          | 1,968 سم مكعب (1.968 لتر؛ 120.1 متر مكعب) حاجز مشترك توربو I4 (CJCD)       | 143 حصانا (105 كيلوواط، 141 حصان) عند 4200 320 نيوتن متر (236.02 رطل قدم) عند 1750-2500        |
| 2.0 تي دي آي كواترو (150حصان)  | 2013          | 1,968 سم مكعب (1.968 لتر؛ 120.1 متر مكعب) حاجز مشترك توربو I4 (CJCD)       | 143 حصانا (105 كيلوواط، 141 حصان) عند 4200 320 نيوتن متر (236.02 رطل قدم) عند 1750-2500        |
| 2.0 تي دي آي كواترو (177 حصان) | 2012          | 1,968 سم مكعب (1.968 لتر؛ 120.1 متر مكعب) حاجز مشترك توربو I4 (CGLC)       | 177 حصان (130 كيلوواط، 175 حصان) عند 4200 380 نيوتن متر (280.27 رطل قدم) عند 1750-2500         |
| 3.0 تي دي آي كواترو (245 حصان) | 2012          | 2967 سم مكعب (2.967 لتر، 181.1 متر مكعب) سدادة توربينية سداسية (CDUD)      | 245 حصان (180 كيلوواط ، 242 حصان) عند 4000-4500 580 نيوتن متر (427.79 رطل قدم) عند 1750-2750   |
| 3.0 تي دي آي كواترو (258 حصان) | 2013          | 2967 سم مكعب (2.967 لتر، 181.1 متر مكعب) سداسي V6 توربو مشترك              | 258 حصانا (190 كيلوواط ، 254 حصان) عند 4000-4500 580 نيوتن متر (427.79 رطل قدم) عند 1750-2500  |
| 3.0 تي دي آي كواترو (313 حصان) | 2013          | 2967 سم مكعب (2.967 لتر؛ 181.1 متر مكعب) سداسي V6 مزدوج توربو مشترك (CGQB) | 313 حصان (230 كيلووات ، 309 حصان) عند 3900-4500 650 نيوتن متر (479.42 رطل قدم) عند 1450 - 2800 |

تشمل جميع المحركات نظام بدء التشغيل. 3.0 لتر تي أف أس آي كواترو (272حصان) يحل محل 3.2 لتر أف أس آي كواترو.
الإرسال
| محركات الديزل                       | محركات الديزل | محركات الديزل                                | محركات الديزل |
| النموذج                             | السنة         | أنواع                                        | اختياري       |
| ----------------------------------- | ------------- | -------------------------------------------- | ------------- |
| 2.0 لتر تي أف أس آي 143 حصان كواترو | 2012          | يدوي 6 سرعات                                 | -             |
| 2.0 لتر تي أف أس آي 150 حصان كواترو | 2013          | يدوي 6 سرعات                                 | -             |
| 2.0 لتر تي أف أس آي 150 حصان كواترو | 2013          | يدوي 6 سرعات                                 | -             |
| 2.0 لتر تي أف أس آي 177 حصان كواترو | 2012          | يدوي 6 سرعات - 7 سرعات أس ترونيك             | -             |
| 3.0 لتر تي أف أس آي 245 حصان كواترو | 2012          | 7 سرعات أس ترونيك                            | -             |
| 3.0 لتر تي أف أس آي 258 حصان كواترو | 2013          | 7 سرعات أس ترونيك                            | -             |
| 3.0 لتر تي أف أس آي 313 حصان كواترو | 2013          | 8 سرعات تيبترونيك مع دي أس بي والوضع الرياضي | -             |
| 3.0 لتر تي أف أس آي 326 حصان كواترو | 2016          | 8 سرعات تيبترونيك مع دي أس بي والوضع الرياضي | -             |
| 3.0 لتر تي أف أس آي 340 حصان كواترو | 2016          | 8 سرعات تيبترونيك مع دي أس بي والوضع الرياضي | -             |

#### الأمان
اختبرت الإدارة الوطنية لسلامة المرور على الطرق السريعة أودي كيو5 موديل 2016.[بحاجة لمصدر]
اختبرت البرنامج الأوروبي لتقييم السيارات الجديدة سيارة أودي كيو5 موديل 2009 ذات الدفع الرباعي[بحاجة لمصدر]، ذات 5 أبواب مع وسائد هوائية أمامية وأكياس هوائية جانبية وشدادات أحزمة الأمان ومحددات الحمولة بشكل قياسي وسجلها وفقاً لذلك:
| الإدارة الوطنية لسلامة المرور على الطرق السريعة | التقييم   | البرنامج الأوروبي لتقييم السيارات الجديدة | التقييم       |
| ----------------------------------------------- | --------- | ----------------------------------------- | ------------- |
| بشكل عام                                        | 4/5 stars | بشكل عام                                  | 5/5 stars     |
| سائق أمامي                                      | 4/5 stars | راكب بالغ                                 | 33 نقطة / 92% |
| راكب أمامي                                      | 5/5 stars | راكب طفل                                  | 41 نقطة / 84% |
| جانب السائق                                     | 5/5 stars | المشاة                                    | 12 نقطة / 32% |
| جانب الراكب                                     | 5/5 stars | مساعد السائق                              | 05 نقطة / 71% |
| عامود جانب السائق                               | 5/5 stars |                                           |               |
| التمديد :                                       | / 15.1 %  |                                           |               |

قام معهد الإدارة الوطنية لسلامة المرور على الطرق السريعة أيضاً باختبار التصادم ل كيو5، وقدم النتائج التالية (التصنيفات من «ضعيف» إلى «جيد»):
| الفئة                | التقييم |
| -------------------- | ------- |
| التداخل الأمامي      | جيد     |
| الجوانب              | جيد     |
| قوة السقف            | جيد     |
| مساند الرأس والمقاعد | جيد     |

### مخاوف الانبعاثات
في 19 أغسطس 2020، أفاد موقع tagesschau.de  أن «قلب عجلة القيادة يغير انبعاثات العادم» بشكل كبير في ظل ظروف الاختبار.
يعتبر محرك الجيل الأول أف سي آي 3.2 لتر شديد التعرض لتراكم الكربون في نظام حقن الهواء الثانوي، مما يؤدي إلى إصلاح مكلف للغاية وضروري - والذي غالباً ما يطل على رأسه بعد فترة الضمان.

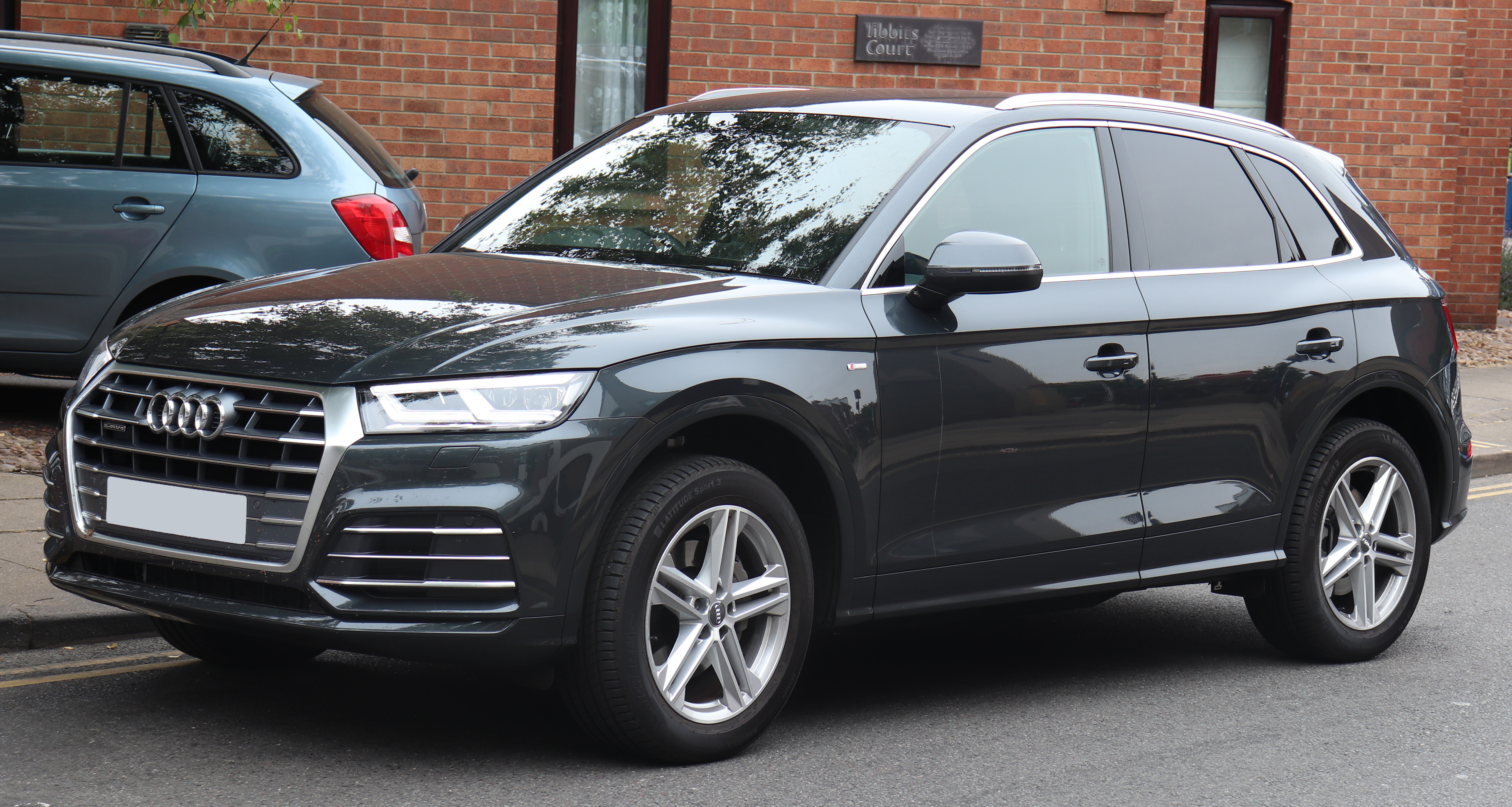

| الجيل الثاني أي 80 | الجيل الثاني أي 80 |
| نظرة عامة          | نظرة عامة |
| ------------------ | --- |
| إنتاج              | 2017 إلى الوقت الحاضر |
| المجسم             | - المكسيك: سان خوسيه تشيابا - الصين: تشانغتشون (كيو5 إل) |
| الجسم والشاسيه     | |
| نمط الجسم          | سيارة دفع رباعيذات 5 أبواب كوبيه و5 أبواب (سبورت باك) |
| تخطيط              | محرك أمامي ، دفعأمامي ، محرك أمامي ، دفع رباعي (كواترو ) |
| منصة               | أم أل بي ايفو |
| مجموعة نقل الحركة  | |
| محرك               | - 2.0 لتر تي أف أس آي I4 (بنزين) - 2.0 لتر تي أف أس آي I4 ) (بنزين) - 2.0 لتر تي دي آي I4 (ديزل) - 2.0 لتر تي دي آي I4 (ديزل) - 3.0 لتر تي دي آي V6 (ديزل) (أوروبا) - 3.0 لتر تي أف أس آي V6 (بنزين)(أس كيو5) |
| الانتقال           | 8 سرعات أوتوماتيكية |
| الأبعاد            | |
| قاعدة العجلات      | 2,819 ملم (111.0 بوصة)2907 ملم (114.4 بوصة) (Q5L) |
| الطول              | 4663 ملم (183.6 بوصة) |
| عرض                | 1,893 مم (74.5 بوصة) |
| ارتفاع             | 1,659 مم (65.3 بوصة |

## الجيل الثاني

### الجيل الثاني  (نوع أي 80؛2017 حتى الآن)
تم الكشف عن الجيل الثاني كيو5 (نوع إف آي) في معرض باريس للسيارات 2016.

### إصدار قاعدة العجلات الطويلة (كيو 5 إل) (2018)
تم الكشف عن نسخة طويلة من قاعدة العجلات في معرض بكين للسيارات، مع إضافة 88 ملم (3.5 بوصة) إلى السيارة، مما أدى إلى زيادة مساحة الأرجل بنسبة 23 بالمائة.

### الأسواق

#### آسيا
سيكون الجيل الثاني من ميو كيو5 هو الجيل الأول من كسو كيو5 الذي يتم بيعه في بنغلاديش.
كما تم إطلاق كيو5 في تايلاند في أغسطس 2017، حيث يتوفر خط أس وحيد مزود بمحرك 2.0 تي أف سي آي (45 TFSI) ومحرك 2.0 تي دي آي (40 TDI) مع نظام كواترو للدفع الرباعي.
كما تم إطلاق كيو5 في ماليزيا في مارس 2019، حيث يتوفر خط رياضي وحيد مدعوم بمحرك 2.0 تي أف سي آي مع نظام كواترو للدفع الرباعي.

#### أمريكا الشمالية
تم إطلاق الجيل الثاني  كيو5 في أمريكا الشمالية في عام 2018. وانتقل الإنتاج من ألمانيا إلى سيارة أودي مكسيكو الجديدة S.A. de C.V. مُصنع في سان خوسيه تشيابا، بويبلا، المكسيك. تم إطلاق كيو5 بمحرك بنزين 2.0 تي أف سي آي.
كان خرج الطاقة 252 حصان / 273 رطل-قدم. يعتبر نظام كواترو للدفع الرباعي من أودي قياسياً، إلا أنه يستخدم كواترو بتقنية الترا كواترو.
وفقاً لأودي، تعمل تقنية ألترا على تحسين الكفاءة عن طريق فصل عمود الإدارة عن العجلات الخلفية عندما لا تكون هناك حاجة للدفع الرباعي. في الأساس، تصبح السيارة محركاً للعجلات الأمامية عند الانطلاق، أو في مواقف القيادة الأخرى حيث تحدد أجهزة الكمبيوتر الخاصة بالمركبة عدم الحاجة إلى سحب جميع العجلات. تدعي أودي أن النظام قادر على إعادة تعشيق القوة إلى العجلات الخلفية في غضون أجزاء من الثانية من النظام الذي يكتشف أو يتوقع الانزلاق أو تسارع السائق بقوة.
على عكس الجيل السابق من آر8 كيو5، يتم تقديم السيارات الأمريكية فقط مع محرك 2.0T تي أف أس آي I-4. يوفر طراز 2.0T «45 تي أف أس آي» تساعاً مشابهاً للجيل السابق 3.0 لتر تي أف أس آي سوبرشارجر V6 (كيو5 آر8 2013-2017) مع استخدام وقود أقل وانبعاثات أقل. لن يتم تقديم إصدار تي دي آي في أمريكا الشمالية بسبب التداعيات من فضيحة انبعاثات الديزل. مخالفة للاتجاه على مستوى الصناعة بالابتعاد عن ناقل حركة القابض المزدوج لأحدث جيل من الأوتوماتيكية التقليدية لمحول عزم الدوران، استبدلت أودي فعلياً الجيل السابق من ناقل الحركة الأوتوماتيكي ZF 8HP ثماني سرعات بعلبة تروس مزدوجة القابض إس-ترونيك بسبع سرعات.
يتم تقديم أس كيو5 كمتغير أداء لـ كيو5. في مواصفات أمريكا الشمالية، فإنه يستخدم 3.0 لتر دوهك ميلر بحقن مباشر 90 درجة ب V6 مع شاحن توربيني أحادي التمرير. هذا المحرك، الذي أطلق عليه اسم EA839، وهو نسخة معدلة بشكل كبير من الجيل السابق سوبرتشارجد V6 (EA837) الذي تم استخدامه في الجيل الأول كيو5  3.0T وأس كيو5. لا يزال خرج الطاقة للمحركات المزودة بشاحن توربيني عند 354 حصاناً، ومع ذلك يزيد عزم الدوران إلى 369 رطل-قدم عند 1370 دورة في الدقيقة فقط. على عكس كيو5 الأقل قوة «45 تي أف أس آي» 2.0T، احتفظت أودي بناقل حركة زد أف 8 حصان لـ أس كيو5. على عكس كيو5، يستخدم أس كيو5 نظام كواترو 5 رباعي الدفع المنحاز بدوام كامل.

### المعرض

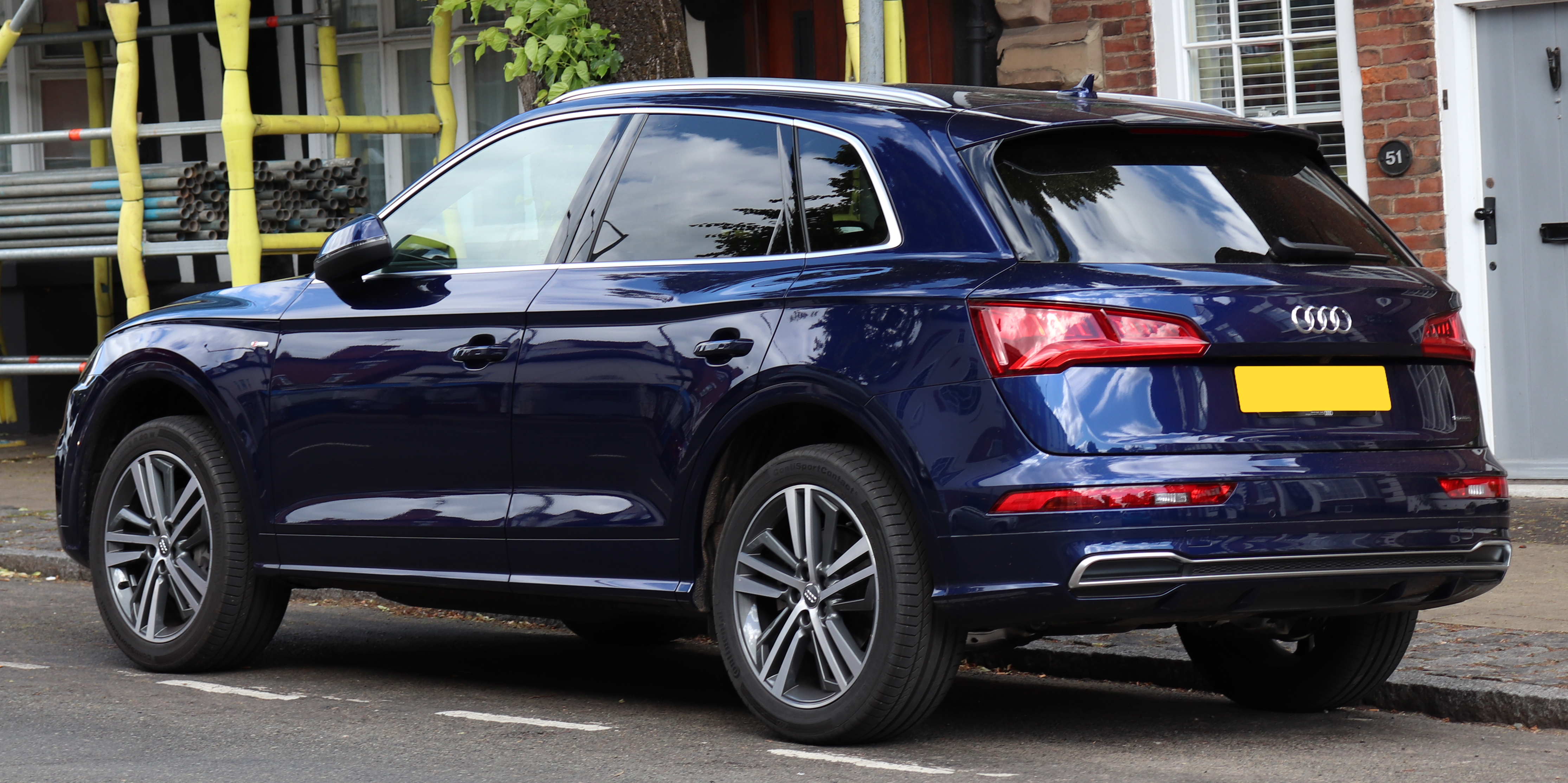
كيو 5 أس لاين كواترو (2018)
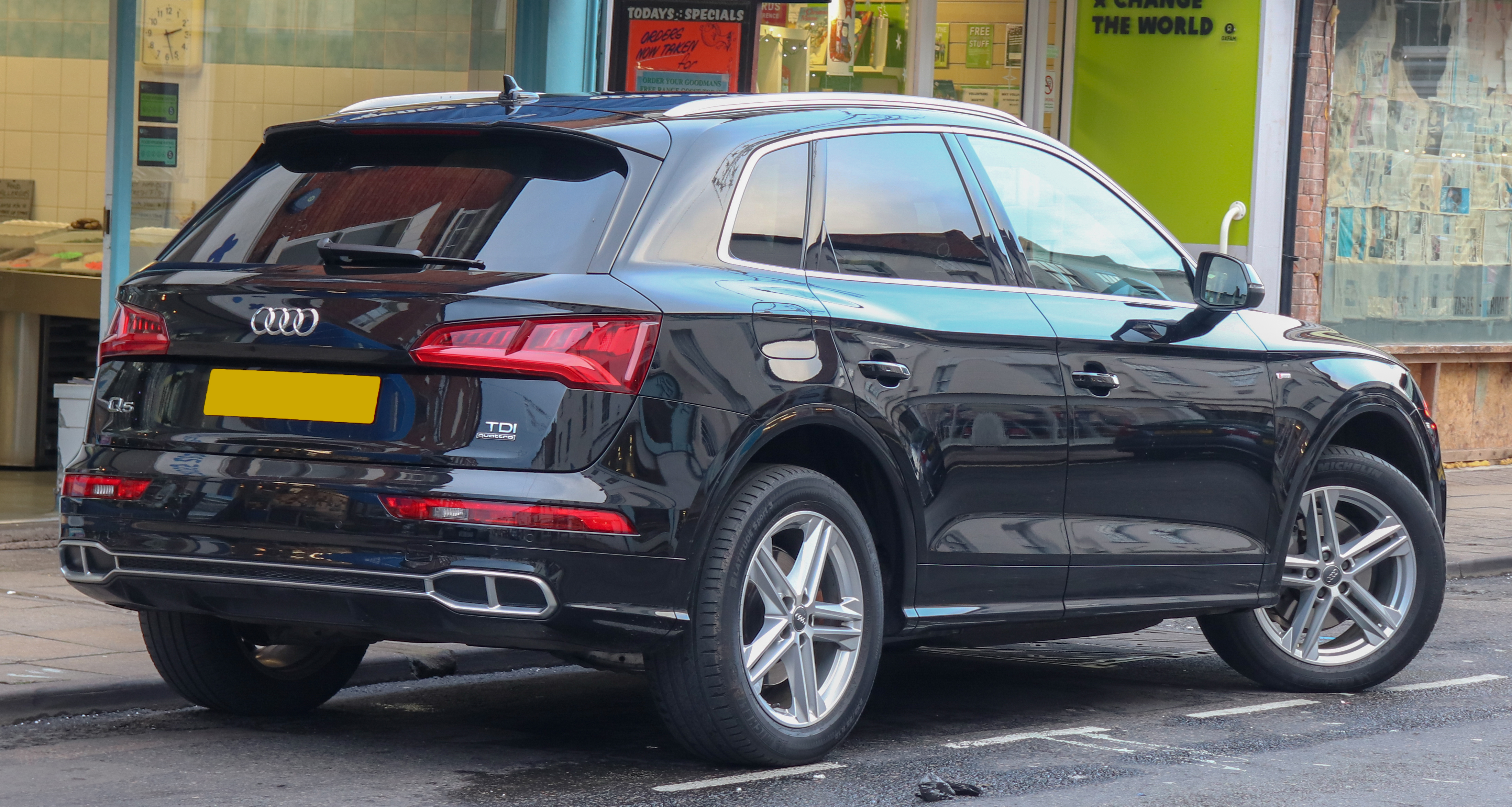
كيو 5 أس لاين تي دي اي كواترو (2017)
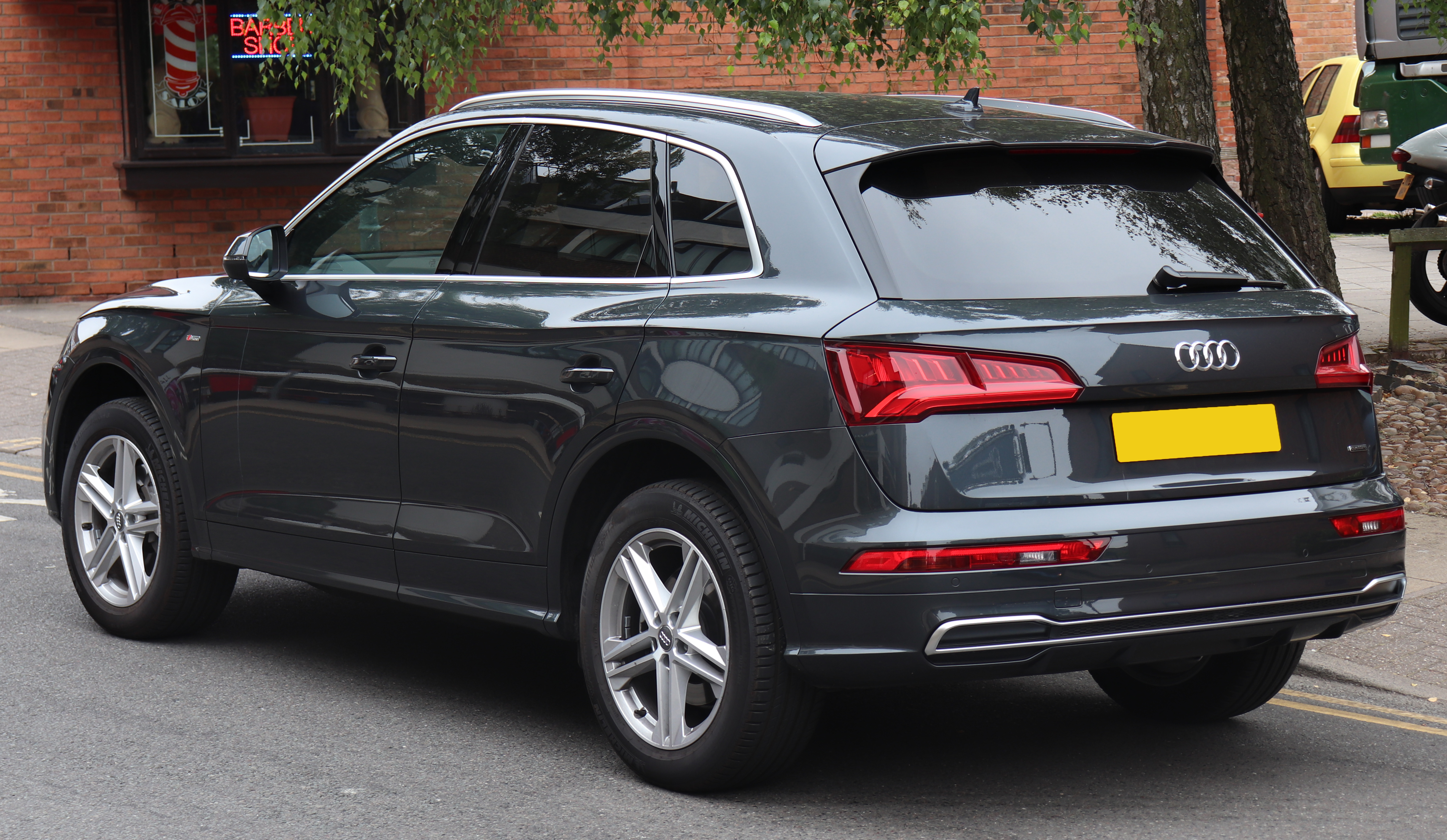
كيو 5 أس لاين تي دي اي كواترو (2018)
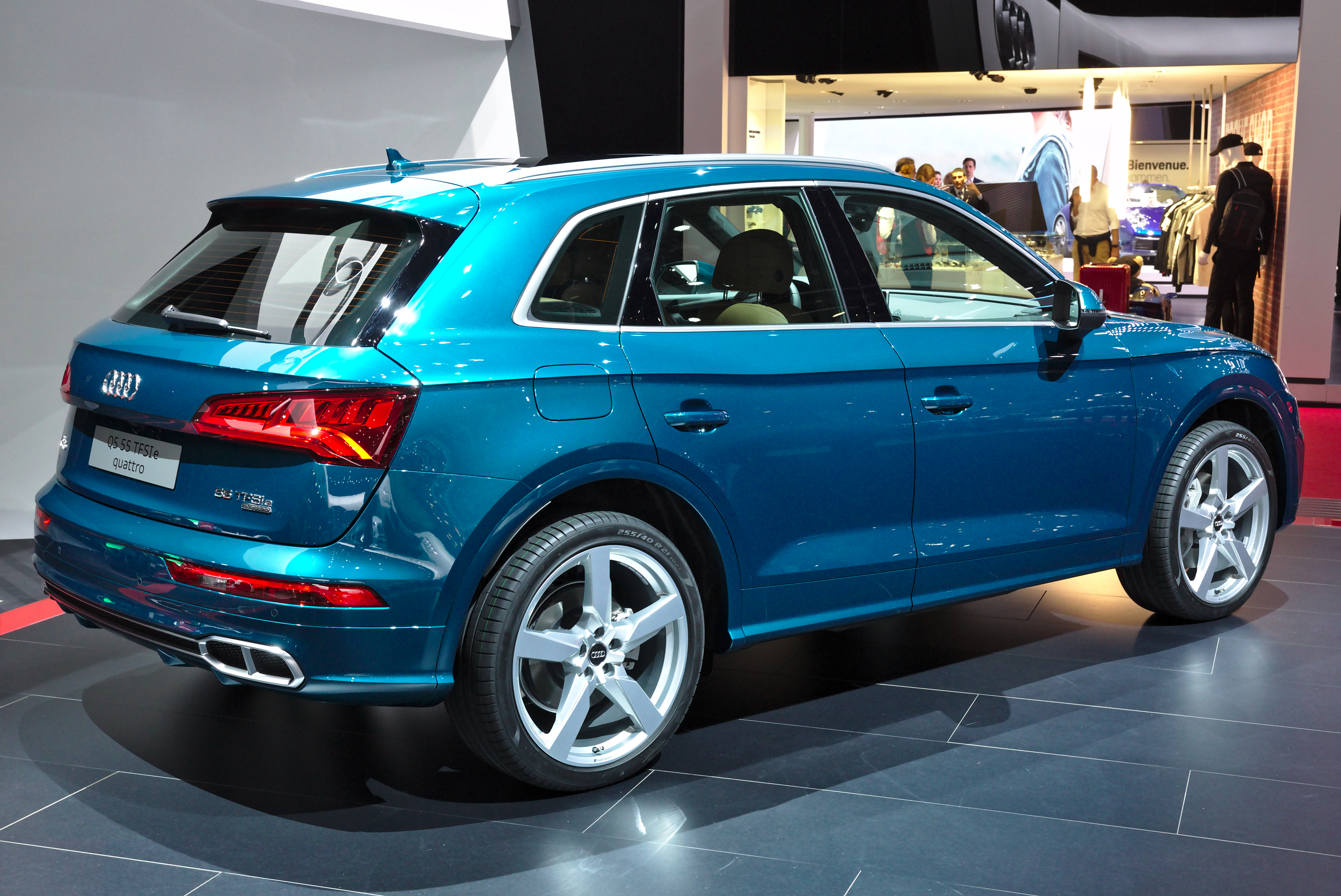
أودي كيو5 55 تي اف اس كواترو (2019)

### 2021 شد الواجهة
من المتوقع أن يشمل موديل 2021 تقنيات المعلومات والترفيه من الجيل الثالث.
يتضمن ذلك سوقاً رقمياً في تطبيق ماي أودي لإضافة خطط أودي كونكت وسيريس إكس إم
تم الإعلان عن طراز 2021 كيو5 في نهاية يونيو 2020 ومع التسليم الأول المتوقع في نهاية عام 2020. التغييرات الرئيسية لنموذج 2021 هي:
- التحديثات الخارجية: زيادة مآخذ الهواء الجانبية، وفتحة أمامية وجانبية جديدة، وألوان جديدة للأزرق والأخضر.
- مجموعة الإضاءة الخلفية تتميز بتقنية أو إل إي دي الرقمية الجديدة.
- ضوابط جديدة حساسة للمس إم إم آي.
- طبعة حصرية تحمل اسم «الطبعة الأولى». تصميم خارجي يعتمد على الشكل الخارجي إس لاين، مع حزمة سوداء.
- يحصل المحرك على زيادة طفيفة في الطاقة ونظام هجين خفيف بجهد 12 فولت.[53]

## ذات صلة
قائمة مركبات خلايا الوقود